# Morti nel 1983
| Questa pagina contiene informazioni ricavate automaticamente dalle voci biografiche con l'ausilio del template Bio e di un bot. L'aggiornamento è periodico e automatico e ricostruisce completamente la pagina. Se manca una persona in questa lista, sei pregato di non aggiungerla, ma accertati piuttosto che la sua voce biografica contenga il template Bio e che i dati anagrafici siano correttamente compilati. Se il template Bio manca, inseriscilo tu stesso o, in alternativa, metti l'avviso {{tmp\|Bio}} che ne segnala la mancanza. Se i dati riportati sono sbagliati, correggi direttamente la voce biografica; le modifiche saranno visibili in questa lista entro pochi giorni. Per chiarimenti vedi il progetto biografie. La lista contiene solo le 1.277 persone che sono citate nell'enciclopedia e per le quali è stato implementato correttamente il template Bio. Pagina aggiornata al 18 ago 2025. |

## Gennaio(120)
- 1º gennaio - David Buttolph, compositore statunitense (n. 1902)
- 1º gennaio - Agnese Dubbini, attrice e mezzosoprano italiana (n. 1907)
- 1º gennaio - Giorgio Turin, calciatore italiano (n. 1891)
- 1º gennaio - Arie de Winter, calciatore olandese (n. 1913)
- 2 gennaio - Olindo Galli, politico, calciatore e allenatore di calcio italiano (n. 1900)
- 3 gennaio - Umberto Favero, calciatore italiano (n. 1909)
- 3 gennaio - Gaspar Rubio, calciatore e allenatore di calcio spagnolo (n. 1907)
- 3 gennaio - Marion Talley, soprano statunitense (n. 1906)
- 4 gennaio - Gian Giacomo Gallarati Scotti, diplomatico e politico italiano (n. 1886)
- 4 gennaio - Min Byung-dae, calciatore sudcoreano (n. 1918)
- 4 gennaio - Esodo Pratelli, pittore e regista italiano (n. 1892)
- 4 gennaio - Cristoforo Ricci, funzionario e politico italiano (n. 1921)
- 5 gennaio - Chapman Grant, erpetologo statunitense (n. 1887)
- 5 gennaio - Karlis Zvirgzdiņš, calciatore lettone (n. 1907)
- 6 gennaio - Gerhard Barkhorn, aviatore tedesco (n. 1919)
- 7 gennaio - Reto Raduolf Bezzola, linguista svizzero (n. 1898)
- 7 gennaio - Fred Church, attore statunitense (n. 1889)
- 7 gennaio - Edith Coates, mezzosoprano britannico (n. 1908)
- 7 gennaio - Pietro Grifone, politico, antifascista e partigiano italiano (n. 1908)
- 7 gennaio - Edmund Jacobson, medico, psicologo e fisiologo statunitense (n. 1888)
- 7 gennaio - Kurt Weckström, calciatore finlandese (n. 1911)
- 7 gennaio - Faika d'Egitto, nobile egiziana (n. 1926)
- 8 gennaio - Hüseyin Alp, cestista e attore turco (n. 1935)
- 8 gennaio - Gale Page, attrice e cantante statunitense (n. 1913)
- 9 gennaio - Kang Ryang-uk, politico e presbitero nordcoreano (n. 1903)
- 9 gennaio - Osvaldo Novo, calciatore italiano (n. 1896)
- 9 gennaio - Diego Parodi, vescovo cattolico italiano (n. 1916)
- 9 gennaio - Giorgio Vigolo, scrittore italiano (n. 1894)
- 10 gennaio - Marco Bianco, generale italiano (n. 1893)
- 10 gennaio - Alexandre Cirici i Pellicer, scrittore spagnolo (n. 1914)
- 10 gennaio - Roy DeMeo, mafioso statunitense (n. 1940)
- 10 gennaio - Carwyn James, rugbista a 15 e allenatore di rugby a 15 gallese (n. 1929)
- 10 gennaio - André-Jean Vérineux, missionario e vescovo cattolico francese (n. 1897)
- 11 gennaio - Tichon Jakovlevič Kiselëv, politico sovietico (n. 1917)
- 11 gennaio - Grigorij L'vovič Rošal', regista sovietico (n. 1899)
- 12 gennaio - Rebop Kwaku Baah, percussionista ghanese (n. 1944)
- 12 gennaio - Albano Luisetto, calciatore italiano (n. 1920)
- 12 gennaio - Nikolaj Viktorovič Podgornyj, politico sovietico (n. 1903)
- 13 gennaio - Barry Galbraith, chitarrista statunitense (n. 1919)
- 13 gennaio - Sverre Lie, calciatore norvegese (n. 1888)
- 13 gennaio - John Joseph McCarthy, missionario e arcivescovo cattolico irlandese (n. 1896)
- 13 gennaio - Maurizio Monti, politico italiano (n. 1911)
- 13 gennaio - Alberto Poltronieri, violinista italiano (n. 1892)
- 13 gennaio - Arthur Space, attore statunitense (n. 1908)
- 14 gennaio - Eugène Beaudouin, architetto e urbanista francese (n. 1898)
- 14 gennaio - František Miller, zoologo e insegnante cecoslovacco (n. 1902)
- 14 gennaio - Manlio Resta, economista italiano (n. 1908)
- 14 gennaio - Udo von Woyrsch, generale tedesco (n. 1895)
- 15 gennaio - Aldo Calò, scultore italiano (n. 1910)
- 15 gennaio - Ernst Fuchs, teologo tedesco (n. 1903)
- 15 gennaio - Ernst Erich Noth, scrittore tedesco (n. 1909)
- 15 gennaio - Meyer Lansky, mafioso russo (n. 1902)
- 15 gennaio - Shepperd Strudwick, attore statunitense (n. 1907)
- 16 gennaio - Vladimir Bakarić, politico jugoslavo (n. 1912)
- 16 gennaio - Guido Carobbi, mineralogista italiano (n. 1900)
- 16 gennaio - Khalil Esfandiary Bakhtiari, diplomatico iraniano (n. 1901)
- 16 gennaio - Francesco Krivec, fotografo italiano (n. 1907)
- 17 gennaio - Angelo Dessy, attore italiano (n. 1907)
- 17 gennaio - Doodles Weaver, attore statunitense (n. 1911)
- 18 gennaio - Charlie Mathys, giocatore di football americano statunitense (n. 1897)
- 18 gennaio - Kathleen Shaw, pattinatrice artistica su ghiaccio britannica (n. 1903)
- 19 gennaio - Sabino Bilbao, calciatore spagnolo (n. 1897)
- 19 gennaio - Don Costa, arrangiatore, compositore e produttore discografico statunitense (n. 1925)
- 19 gennaio - Yvon De Begnac, giornalista e scrittore italiano (n. 1913)
- 20 gennaio - Mario Agnoli, ingegnere e politico italiano (n. 1898)
- 20 gennaio - Garrincha, calciatore brasiliano (n. 1933)
- 20 gennaio - Felix Pipes, tennista austriaco (n. 1887)
- 20 gennaio - Enzo Luigi Poletto, compositore e paroliere italiano (n. 1906)
- 21 gennaio - Howard Clark, arcivescovo anglicano canadese (n. 1901)
- 21 gennaio - Josep Granyer, scultore spagnolo (n. 1899)
- 21 gennaio - Marian Mazur, ingegnere polacco (n. 1909)
- 21 gennaio - Ton Satomi, scrittore giapponese (n. 1888)
- 21 gennaio - Enzo Scaini, calciatore italiano (n. 1955)
- 21 gennaio - Antonio Siddi, velocista e lunghista italiano (n. 1923)
- 21 gennaio - Felice Zappulla, produttore cinematografico e sceneggiatore italiano (n. 1914)
- 22 gennaio - Walter Citrine, sindacalista e politico britannico (n. 1887)
- 23 gennaio - Geoffrey Hodson, teosofo, esoterista e scrittore britannico (n. 1886)
- 23 gennaio - Eugenia Martinet, poetessa italiana (n. 1896)
- 24 gennaio - George Cukor, regista statunitense (n. 1899)
- 24 gennaio - Johan Grøttumsbråten, sciatore nordico norvegese (n. 1899)
- 24 gennaio - Juan Carlos Zabala, maratoneta argentino (n. 1911)
- 25 gennaio - Egidio Cattaneo, calciatore italiano (n. 1927)
- 25 gennaio - Giangiacomo Ciaccio Montalto, magistrato italiano (n. 1941)
- 25 gennaio - Alberto Marzi, psicologo italiano (n. 1907)
- 25 gennaio - Rodney Soher, bobbista britannico (n. 1893)
- 26 gennaio - Bear Bryant, allenatore di football americano statunitense (n. 1913)
- 26 gennaio - Werner Düttmann, architetto, urbanista e pittore tedesco (n. 1921)
- 26 gennaio - Jan Gawronski, diplomatico e scrittore polacco (n. 1892)
- 26 gennaio - Del Rice, giocatore di baseball e cestista statunitense (n. 1922)
- 26 gennaio - Leopoldo Valentini, attore italiano (n. 1912)
- 27 gennaio - Georges Bidault, politico francese (n. 1899)
- 27 gennaio - Luigi Broggini, scultore italiano (n. 1908)
- 27 gennaio - Meyer Fortes, antropologo britannico (n. 1906)
- 27 gennaio - Louis de Funès, attore e comico francese (n. 1914)
- 27 gennaio - Higinio Morínigo Martínez, generale e politico paraguaiano (n. 1897)
- 28 gennaio - Sweet Emma Barrett, cantante statunitense (n. 1897)
- 28 gennaio - Frank Forde, politico australiano (n. 1890)
- 28 gennaio - Billy Fury, cantante britannico (n. 1940)
- 28 gennaio - Aryeh Kaplan, teologo e rabbino statunitense (n. 1934)
- 28 gennaio - Edward Lawry Norton, ingegnere statunitense (n. 1898)
- 28 gennaio - Claude Papi, calciatore francese (n. 1949)
- 28 gennaio - Jean-Édouard-Lucien Rupp, arcivescovo cattolico francese (n. 1905)
- 29 gennaio - Vincenzo Casillo, mafioso italiano (n. 1942)
- 29 gennaio - Rodolfo Margaria, fisiologo italiano (n. 1901)
- 30 gennaio - Alan Cunningham, generale britannico (n. 1887)
- 30 gennaio - Giuseppe Fossati, calciatore italiano (n. 1894)
- 30 gennaio - Burke Jones, calciatore statunitense (n. 1903)
- 30 gennaio - Štefan Králik, drammaturgo slovacco (n. 1909)
- 30 gennaio - Fritz Machlup, economista austriaco (n. 1902)
- 30 gennaio - Emilio Polli, nuotatore italiano (n. 1901)
- 30 gennaio - Mack Reynolds, scrittore e giornalista statunitense (n. 1917)
- 30 gennaio - Joan Valerie, attrice statunitense (n. 1911)
- 31 gennaio - Slimane Azem, cantante e poeta berbero (n. 1918)
- 31 gennaio - Gregorio Blasco, calciatore spagnolo (n. 1909)
- 31 gennaio - Lorraine Ellison, cantante statunitense (n. 1931)
- 31 gennaio - Nicandro Izzo, militare italiano (n. 1944)
- 31 gennaio - Rudi Paret, filologo, islamista e traduttore tedesco (n. 1901)
- 31 gennaio - Biagio Pecorino, politico italiano (n. 1909)
- 31 gennaio - Nanni Scolari, filosofo italiano (n. 1935)
- 31 gennaio - Modesta Valenti, italiana (n. 1912)

## Febbraio(87)
- 1º febbraio - Ugo Cantutti, ingegnere italiano (n. 1893)
- 1º febbraio - Elena Fiore, attrice italiana (n. 1914)
- 2 febbraio - Corentin Louis Kervran, pseudoscienziato francese (n. 1901)
- 2 febbraio - Moshe Menuhin, scrittore russo (n. 1893)
- 3 febbraio - Tullio Campagnolo, ciclista su strada e imprenditore italiano (n. 1901)
- 3 febbraio - Josephine Dunn, attrice statunitense (n. 1906)
- 3 febbraio - Antonio Samorè, cardinale e arcivescovo cattolico italiano (n. 1905)
- 4 febbraio - Karen Carpenter, cantante e batterista statunitense (n. 1950)
- 4 febbraio - Ernest Klein, rabbino, linguista e lessicografo rumeno (n. 1899)
- 4 febbraio - Emilio Suardi, politico e partigiano italiano (n. 1905)
- 5 febbraio - Margaret Dayhoff, fisica e biochimica statunitense (n. 1925)
- 5 febbraio - Giovanni Marcora, partigiano, imprenditore e politico italiano (n. 1922)
- 5 febbraio - Ugo Saitta, regista italiano (n. 1912)
- 5 febbraio - Mario Scazzola, calciatore italiano (n. 1901)
- 5 febbraio - Vittorio Vialli, paleontologo, geologo e geografo italiano (n. 1914)
- 6 febbraio - Li Meishu, artista, pittore e scultore taiwanese (n. 1902)
- 7 febbraio - Alfonso Calzolari, ciclista su strada italiano (n. 1887)
- 7 febbraio - El Cobarde, wrestler messicano (n. 1947)
- 7 febbraio - Piero Novelli, paroliere, giornalista e scrittore italiano (n. 1929)
- 8 febbraio - Harry Boot, fisico inglese (n. 1917)
- 8 febbraio - Charles Kullman, tenore e insegnante statunitense (n. 1903)
- 8 febbraio - Harry Mitchell, pugile britannico (n. 1895)
- 8 febbraio - Madre Speranza di Gesù, religiosa spagnola (n. 1893)
- 8 febbraio - Alfred Wallenstein, violoncellista e direttore d'orchestra statunitense (n. 1898)
- 9 febbraio - Khoren I, arcivescovo cristiano orientale armeno (n. 1914)
- 9 febbraio - Giuseppe Pergolizzi, politico e dirigente sportivo italiano (n. 1914)
- 10 febbraio - Angelo De Angelis, mafioso italiano (n. 1949)
- 10 febbraio - Eduard Franz, attore statunitense (n. 1902)
- 10 febbraio - Elith Pio, attore danese (n. 1887)
- 10 febbraio - Edoardo Ruffini, giurista e avvocato italiano (n. 1901)
- 10 febbraio - Vittorio Sereni, poeta, scrittore e traduttore italiano (n. 1913)
- 11 febbraio - Iginio Kofler, calciatore, dirigente sportivo e imprenditore italiano (n. 1897)
- 12 febbraio - Italo Acconcia, allenatore di calcio e calciatore italiano (n. 1925)
- 12 febbraio - Eubie Blake, pianista e compositore statunitense (n. 1883)
- 12 febbraio - Jan Klaassens, calciatore olandese (n. 1931)
- 12 febbraio - Isabella d'Orléans, nobile francese (n. 1900)
- 13 febbraio - Lorenzo Bianchi, missionario e vescovo cattolico italiano (n. 1899)
- 13 febbraio - Marian Nixon, attrice statunitense (n. 1904)
- 13 febbraio - Peter Wilson, allenatore di calcio e calciatore scozzese (n. 1905)
- 14 febbraio - Michael Ah Matt, cestista australiano (n. 1942)
- 14 febbraio - Serafino Biagioni, ciclista su strada italiano (n. 1920)
- 14 febbraio - Sonny Dove, cestista statunitense (n. 1945)
- 14 febbraio - Serafino Lo Piano, poeta e scrittore italiano (n. 1906)
- 14 febbraio - Lina Radke, mezzofondista tedesca (n. 1903)
- 14 febbraio - Ludwig Rellstab, scacchista tedesco (n. 1904)
- 14 febbraio - Maffo Vialli, biologo italiano (n. 1897)
- 15 febbraio - Jane Chambers, drammaturga, scrittrice e poetessa statunitense (n. 1937)
- 15 febbraio - Ermanno Montanari, calciatore italiano (n. 1912)
- 16 febbraio - Kazimiera Iłłakowiczówna, poetessa e traduttrice polacca (n. 1892)
- 17 febbraio - Bruno Corelli, attore italiano (n. 1918)
- 17 febbraio - Tancredi Pasero, basso italiano (n. 1893)
- 18 febbraio - Oreste Barale, allenatore di calcio e calciatore italiano (n. 1904)
- 18 febbraio - Piet van der Horst, pistard olandese (n. 1903)
- 18 febbraio - Maria Grazia Puglisi, conduttrice televisiva e autrice televisiva italiana (n. 1911)
- 19 febbraio - Jardel Filho, attore brasiliano (n. 1928)
- 19 febbraio - Marcello Mascherini, scultore e scenografo italiano (n. 1906)
- 19 febbraio - Alice White, attrice statunitense (n. 1904)
- 20 febbraio - Charles Bluhdorn, imprenditore e produttore cinematografico statunitense (n. 1926)
- 20 febbraio - Caryl Lincoln, attrice statunitense (n. 1903)
- 20 febbraio - Tomás Ojeda, calciatore cileno (n. 1910)
- 20 febbraio - Vladimir Abramovič Rogovoj, regista sovietico (n. 1923)
- 21 febbraio - Marie Mosquini, attrice statunitense (n. 1899)
- 21 febbraio - Carlo Venegoni, politico e antifascista italiano (n. 1902)
- 22 febbraio - Charles Gairdner, generale britannico (n. 1898)
- 22 febbraio - Mieczysław Jastrun, poeta e scrittore polacco (n. 1903)
- 22 febbraio - Romain Maes, ciclista su strada belga (n. 1912)
- 22 febbraio - Elsa Merlini, attrice italiana (n. 1903)
- 22 febbraio - Paolo Pedretti, ciclista su strada e pistard italiano (n. 1906)
- 22 febbraio - Georg Rydeberg, attore svedese (n. 1907)
- 23 febbraio - William Anderson, hockeista su ghiaccio britannico (n. 1901)
- 23 febbraio - Herbert Howells, compositore, insegnante e direttore d'orchestra inglese (n. 1892)
- 23 febbraio - Germana Marucelli, stilista italiana (n. 1905)
- 24 febbraio - Jacques Benoist-Méchin, storico e giornalista francese (n. 1901)
- 24 febbraio - Ken Keller, cestista statunitense (n. 1922)
- 24 febbraio - Eric Sundblad, velocista svedese (n. 1897)
- 25 febbraio - Mignon Anderson, attrice statunitense (n. 1892)
- 25 febbraio - Biri, paroliera italiana (n. 1909)
- 25 febbraio - Tommaso Papa, presbitero, storico e poeta italiano (n. 1907)
- 25 febbraio - Tennessee Williams, drammaturgo, scrittore e sceneggiatore statunitense (n. 1911)
- 25 febbraio - Pietro Zangheri, naturalista e scrittore italiano (n. 1889)
- 26 febbraio - Gaston Tschirren, calciatore svizzero (n. 1906)
- 27 febbraio - Nikolaj Aleksandrovič Kozyrev, astrofisico e astronomo russo (n. 1908)
- 27 febbraio - Gyula Lázár, calciatore ungherese (n. 1911)
- 27 febbraio - Władysław Maleszewski, cestista e allenatore di pallacanestro polacco (n. 1921)
- 27 febbraio - Erio Nicolò, fumettista italiano (n. 1919)
- 28 febbraio - Winifred Atwell, pianista, compositrice e musicista britannica (n. 1914)
- 28 febbraio - Jan Birkelund, calciatore norvegese (n. 1950)

## Marzo(117)
- 1º marzo - Giacomo Antonini, critico letterario e agente segreto italiano (n. 1901)
- 1º marzo - Arthur Koestler, scrittore, giornalista e saggista ungherese (n. 1905)
- 1º marzo - John Richter, cestista statunitense (n. 1937)
- 1º marzo - Carlos Varsavsky, fisico e astrofisico argentino
- 1º marzo - Adriano Zecca, allenatore di calcio e calciatore italiano (n. 1923)
- 2 marzo - Giovanni Battista Finetti, politico italiano (n. 1940)
- 2 marzo - Fiorella Mari, attrice italiana (n. 1928)
- 2 marzo - Victorino Ramos Fernandes, pallanuotista brasiliano (n. 1896)
- 3 marzo - Francesco Cacciatore, politico e sindacalista italiano (n. 1904)
- 3 marzo - Hergé, fumettista belga (n. 1907)
- 4 marzo - Robert Briggs, biologo statunitense (n. 1911)
- 4 marzo - Édouard Macquart, calciatore francese (n. 1894)
- 4 marzo - Magdalena Radulescu, pittrice rumena (n. 1902)
- 4 marzo - Ernst Sommerlath, teologo tedesco (n. 1889)
- 5 marzo - Ruggero Giovannini, fumettista, illustratore e pittore italiano (n. 1922)
- 6 marzo - Cathy Berberian, mezzosoprano, compositrice e traduttrice statunitense (n. 1925)
- 6 marzo - Greta Knutson, pittrice, scrittrice e poetessa svedese (n. 1899)
- 6 marzo - Donald Duart Maclean, diplomatico e agente segreto britannico (n. 1913)
- 6 marzo - Mare Marjanović, calciatore jugoslavo (n. 1904)
- 6 marzo - Nino Palumbo, scrittore italiano (n. 1921)
- 6 marzo - Ambrogio Valsecchi, presbitero e teologo italiano (n. 1930)
- 6 marzo - Dave Williams, cestista statunitense (n. 1913)
- 7 marzo - Robert Bray, attore statunitense (n. 1917)
- 7 marzo - Enrico Colombari, allenatore di calcio e calciatore italiano (n. 1905)
- 7 marzo - Jackie Dinkins, cestista statunitense (n. 1950)
- 7 marzo - Lutz Eigendorf, calciatore tedesco orientale (n. 1956)
- 7 marzo - Lothar Fendler, militare tedesco (n. 1913)
- 7 marzo - Odd Lundberg, pattinatore di velocità su ghiaccio norvegese (n. 1917)
- 7 marzo - Igor Markevitch, compositore e direttore d'orchestra ucraino (n. 1912)
- 7 marzo - Antonio Montanti, politico italiano (n. 1928)
- 7 marzo - Claude Vivier, compositore canadese (n. 1948)
- 8 marzo - Aris Dikteos, critico letterario, traduttore e poeta greco (n. 1919)
- 8 marzo - Chabuca Granda, cantautrice e poetessa peruviana (n. 1920)
- 8 marzo - Francis Lombardi, militare, aviatore e designer italiano (n. 1897)
- 8 marzo - Giovanni Matta, politico italiano (n. 1928)
- 8 marzo - William Turner Walton, compositore, direttore d'orchestra e attore inglese (n. 1902)
- 9 marzo - Faye Emerson, attrice statunitense (n. 1917)
- 9 marzo - Ulf von Euler, medico e farmacologo svedese (n. 1905)
- 9 marzo - Augustin Guillaume, generale francese (n. 1895)
- 10 marzo - Paul Géraldy, poeta e commediografo francese (n. 1885)
- 10 marzo - Linus Kather, politico tedesco (n. 1893)
- 10 marzo - Enrique Pereira, pallanuotista uruguaiano (n. 1909)
- 11 marzo - Ettore Bonfatti Sabbioni, artista e incisore italiano (n. 1934)
- 11 marzo - Marie Madeleine Gérard, pittrice belga (n. 1901)
- 12 marzo - Ki Aldrich, giocatore di football americano statunitense (n. 1916)
- 12 marzo - Nicholas Civella, mafioso statunitense (n. 1912)
- 12 marzo - Mario Mieli, attivista e scrittore italiano (n. 1952)
- 13 marzo - Louison Bobet, ciclista su strada francese (n. 1925)
- 13 marzo - Paul Citroen, pittore, fotografo e regista olandese (n. 1896)
- 13 marzo - Jack Lewis, cavaliere irlandese (n. 1902)
- 13 marzo - Jean Martinelli, attore francese (n. 1909)
- 14 marzo - Marianella García Villas, politica e avvocata salvadoregna (n. 1948)
- 14 marzo - Heinz Paul, regista, sceneggiatore e produttore cinematografico tedesco (n. 1893)
- 14 marzo - Maurice Ronet, attore e regista francese (n. 1927)
- 14 marzo - Wilhelm Schmalz, generale tedesco (n. 1901)
- 15 marzo - Johann Blank, pallanuotista tedesco (n. 1904)
- 15 marzo - Coloman Braun-Bogdan, allenatore di calcio e calciatore rumeno (n. 1905)
- 15 marzo - Josep Lluís Sert, architetto e urbanista spagnolo (n. 1902)
- 15 marzo - Rebecca West, scrittrice britannica (n. 1892)
- 15 marzo - Ludovico Zorzi, critico teatrale e saggista italiano (n. 1928)
- 16 marzo - Freda Dudley Ward, nobildonna inglese (n. 1894)
- 16 marzo - Andrea Buonpadre, mafioso italiano (n. 1949)
- 16 marzo - Bohumil Durdis, sollevatore cecoslovacco (n. 1903)
- 16 marzo - Ettore Lo Gatto, slavista, traduttore e critico letterario italiano (n. 1890)
- 16 marzo - Gino Mangiavacchi, partigiano e operaio italiano (n. 1913)
- 17 marzo - Gigi Gryce, sassofonista, compositore e arrangiatore statunitense (n. 1925)
- 17 marzo - Haldan Keffer Hartline, fisiologo statunitense (n. 1903)
- 17 marzo - Riccardo Rossi, artista, scultore e medaglista italiano (n. 1911)
- 18 marzo - Henryk Budziński, canottiere polacco (n. 1904)
- 18 marzo - Franco Giorgetti, pistard e ciclista su strada italiano (n. 1902)
- 18 marzo - Umberto II di Savoia, italiano (n. 1904)
- 19 marzo - Mario Amadeo, scrittore e diplomatico argentino (n. 1911)
- 20 marzo - Thure Ahlqvist, pugile svedese (n. 1907)
- 20 marzo - Aimé Forest, filosofo francese (n. 1898)
- 20 marzo - Ivan Matveevič Vinogradov, matematico sovietico (n. 1891)
- 21 marzo - Roy Chapman, allenatore di calcio e calciatore inglese (n. 1934)
- 21 marzo - Ezio Franceschini, latinista italiano (n. 1906)
- 22 marzo - Cyrille Dubois, ciclista su strada belga (n. 1914)
- 22 marzo - Claudio Ferrucci, politico italiano (n. 1928)
- 22 marzo - József Ging, allenatore di calcio e calciatore ungherese (n. 1891)
- 22 marzo - Erich Linder, austriaco (n. 1924)
- 22 marzo - Filippo Montesi, militare italiano (n. 1963)
- 23 marzo - Saul Lieberman, rabbino e insegnante israeliano (n. 1898)
- 23 marzo - Aurelio Marena, vescovo cattolico italiano (n. 1893)
- 23 marzo - Filippo Traina, politico e avvocato italiano (n. 1917)
- 24 marzo - Adrian Boult, direttore d'orchestra inglese (n. 1889)
- 24 marzo - Igino Eugenio Cardinale, arcivescovo cattolico italiano (n. 1916)
- 24 marzo - Adriana Ivancich, nobile italiana (n. 1930)
- 25 marzo - Thomas Sovereign Gates, politico e militare statunitense (n. 1906)
- 25 marzo - Walter Pagel, patologo e storico della scienza tedesco (n. 1898)
- 25 marzo - Piero Pampaloni, calciatore italiano (n. 1909)
- 25 marzo - Zelante Salvatorini, calciatore italiano (n. 1907)
- 25 marzo - Martha Sleeper, attrice statunitense (n. 1910)
- 25 marzo - Bob Waterfield, giocatore di football americano statunitense (n. 1920)
- 26 marzo - Terence Sydney Airey, generale britannico (n. 1900)
- 26 marzo - Anthony Blunt, storico dell'arte e agente segreto britannico (n. 1907)
- 26 marzo - Gemma Bolognesi, attrice italiana (n. 1894)
- 26 marzo - Paul Fässler, calciatore svizzero (n. 1901)
- 26 marzo - Ernest Riedel, canoista statunitense (n. 1901)
- 27 marzo - James Hayter, attore britannico (n. 1907)
- 27 marzo - Aldo Petri, politico e storico italiano (n. 1918)
- 27 marzo - Richard Stankiewicz, scultore statunitense (n. 1922)
- 28 marzo - Suzanne Belperron, stilista e designer francese (n. 1900)
- 28 marzo - Walter Reisch, sceneggiatore, regista e produttore cinematografico austriaco (n. 1903)
- 28 marzo - Orazio Santagati, politico e avvocato italiano (n. 1923)
- 28 marzo - Joseph Smith, bobbista statunitense (n. 1925)
- 29 marzo - Alfred Andriola, fumettista statunitense (n. 1912)
- 29 marzo - Tommy Graham, calciatore inglese (n. 1905)
- 29 marzo - Maurice George Kendall, statistico inglese (n. 1907)
- 30 marzo - Georges Albertini, politico francese (n. 1911)
- 30 marzo - Lisette Model, fotografa austriaca (n. 1901)
- 30 marzo - Suzy Solidor, cantante e attrice francese (n. 1900)
- 31 marzo - Luigi Brambati, pittore e incisore italiano (n. 1925)
- 31 marzo - Antonio Enrico Canepa, politico italiano (n. 1940)
- 31 marzo - Howard Hayes Scullard, storico britannico (n. 1903)
- 31 marzo - Christina Stead, scrittrice australiana (n. 1902)
- 31 marzo - Jurij Ušakov, cestista sovietico (n. 1920)

## Aprile(97)
- 1º aprile - Levi Casey, triplista statunitense (n. 1904)
- 1º aprile - Bo Ekelund, altista e dirigente sportivo svedese (n. 1894)
- 2 aprile - Chang Dai-chien, pittore cinese (n. 1899)
- 2 aprile - Clara Nunes, cantante brasiliana (n. 1942)
- 2 aprile - Dina Perbellini, attrice e doppiatrice italiana (n. 1901)
- 3 aprile - Jimmy Bloomfield, allenatore di calcio e calciatore inglese (n. 1934)
- 3 aprile - Gino Demi, calciatore italiano (n. 1901)
- 3 aprile - Michel Frutschi, pilota motociclistico svizzero (n. 1953)
- 3 aprile - Bernardo Sartori, presbitero e missionario italiano (n. 1897)
- 4 aprile - Art Anderson, cestista statunitense (n. 1916)
- 4 aprile - Karl August Fink, presbitero e teologo tedesco (n. 1904)
- 4 aprile - Madeleine Fromet, attrice francese (n. 1900)
- 4 aprile - Felix Landau, militare austriaco (n. 1910)
- 4 aprile - Jacqueline Logan, attrice, ballerina e attivista statunitense (n. 1901)
- 4 aprile - Gloria Swanson, attrice statunitense (n. 1899)
- 4 aprile - Bernard Vukas, calciatore jugoslavo (n. 1927)
- 6 aprile - Lutz Heck, zoologo e biologo tedesco (n. 1892)
- 6 aprile - Arturo Perugini, avvocato e politico italiano (n. 1919)
- 7 aprile - Gavin Gordon, attore statunitense (n. 1901)
- 8 aprile - Gaetano Lanfranchi, imprenditore e bobbista italiano (n. 1901)
- 9 aprile - Giuseppe Carlo Rossi, linguista italiano (n. 1908)
- 10 aprile - Phillip Burton, politico statunitense (n. 1926)
- 10 aprile - Guido Paci, pilota motociclistico e bobbista italiano (n. 1949)
- 11 aprile - Edina Altara, illustratrice, decoratrice e pittrice italiana (n. 1898)
- 11 aprile - Dolores del Río, attrice e ballerina messicana (n. 1904)
- 11 aprile - Karl-Heinz Wohlfahrt, calciatore tedesco orientale (n. 1924)
- 12 aprile - Renato Giunti, editore e antifascista italiano (n. 1905)
- 12 aprile - Jørgen Juve, calciatore norvegese (n. 1906)
- 13 aprile - Sergo Ambartsumyan, sollevatore sovietico (n. 1910)
- 13 aprile - Gerry Hitchens, calciatore inglese (n. 1934)
- 13 aprile - Olle Källgren, calciatore svedese (n. 1907)
- 13 aprile - Gloria Marín, attrice messicana (n. 1919)
- 13 aprile - Mario Patuzzi, calciatore italiano (n. 1907)
- 13 aprile - Mercè Rodoreda, scrittrice spagnola (n. 1908)
- 13 aprile - Duilio Segoni, calciatore italiano (n. 1905)
- 13 aprile - Theodore Stephanides, radiologo, naturalista e biologo greco (n. 1896)
- 13 aprile - Anna van der Vegt, ginnasta olandese (n. 1903)
- 14 aprile - Nina Dumbadze, discobola e allenatrice di atletica leggera sovietica (n. 1919)
- 14 aprile - Charles Burke Elbrick, diplomatico e funzionario statunitense (n. 1908)
- 14 aprile - Elisabeth Lutyens, compositrice britannica (n. 1906)
- 14 aprile - Achille Peretti, politico francese (n. 1911)
- 15 aprile - David Tennant Cowan, generale britannico (n. 1896)
- 15 aprile - Amilcare Gilardoni, allenatore di calcio e calciatore italiano (n. 1906)
- 15 aprile - Rodolfo Hoyos Jr., attore e scenografo messicano (n. 1916)
- 15 aprile - Gyula Illyés, scrittore ungherese (n. 1902)
- 15 aprile - Francesco Milizia, sceneggiatore italiano (n. 1920)
- 15 aprile - Corrie ten Boom, orologiaia e scrittrice olandese (n. 1892)
- 16 aprile - Elmar Schäfer, militare e aviatore tedesco (n. 1913)
- 16 aprile - Michael Zohary, botanico israeliano (n. 1898)
- 17 aprile - Carlo Alberto D'Albertis, velista italiano (n. 1906)
- 17 aprile - Reginald Kernan, attore cinematografico statunitense (n. 1914)
- 17 aprile - Joseph Alphonse McNicholas, vescovo cattolico statunitense (n. 1923)
- 17 aprile - Siegfried Müller, militare e mercenario tedesco (n. 1920)
- 17 aprile - Felix Pappalardi, cantante, bassista e produttore discografico statunitense (n. 1939)
- 19 aprile - Jerzy Andrzejewski, scrittore polacco (n. 1909)
- 19 aprile - Erwin Casmir, schermidore tedesco (n. 1895)
- 19 aprile - Shahan Natalie, scrittore, politico e giornalista armeno (n. 1884)
- 19 aprile - Jim Nolan, cestista statunitense (n. 1927)
- 19 aprile - Renato Ziggiotti, presbitero e educatore italiano (n. 1892)
- 20 aprile - Guglielmo Bianchi, calciatore italiano (n. 1901)
- 20 aprile - Constantin Celăreanu, generale e aviatore rumeno (n. 1890)
- 20 aprile - Walther Nehring, generale tedesco (n. 1892)
- 20 aprile - Bruno Persa, attore e doppiatore italiano (n. 1905)
- 20 aprile - Pedro Quartucci, pugile e attore argentino (n. 1905)
- 21 aprile - Momčilo Đokić, calciatore jugoslavo (n. 1911)
- 21 aprile - Marcel Leclerc, dirigente sportivo e editore francese (n. 1921)
- 21 aprile - Walter Slezak, attore austriaco (n. 1902)
- 22 aprile - Adriano Buzzati Traverso, genetista e biofisico italiano (n. 1913)
- 22 aprile - Richard Jeffries Dawes, aviatore canadese (n. 1897)
- 22 aprile - Earl Hines, pianista statunitense (n. 1903)
- 22 aprile - Gösta Holmér, multiplista, altista e ostacolista svedese (n. 1891)
- 22 aprile - Lamberto Maggiorani, attore italiano (n. 1909)
- 22 aprile - Gunta Stölzl, designer tedesca (n. 1897)
- 23 aprile - Paľo Bielik, attore, regista e sceneggiatore slovacco (n. 1910)
- 23 aprile - Marguerite Broquedis, tennista francese (n. 1893)
- 23 aprile - Buster Crabbe, nuotatore e attore statunitense (n. 1908)
- 23 aprile - Frank Fisher, hockeista su ghiaccio canadese (n. 1907)
- 23 aprile - Arturo Lanocita, giornalista, scrittore e critico cinematografico italiano (n. 1904)
- 23 aprile - Selena Royle, attrice statunitense (n. 1904)
- 24 aprile - Rolf Stommelen, pilota automobilistico tedesco (n. 1943)
- 24 aprile - Nejc Zaplotnik, alpinista, sciatore e scrittore sloveno (n. 1952)
- 25 aprile - Jack Ritchie, scrittore statunitense (n. 1922)
- 26 aprile - Oreste Bonomi, politico italiano (n. 1902)
- 26 aprile - Bronislau Kaper, compositore polacco (n. 1902)
- 26 aprile - Vaughn Taylor, attore statunitense (n. 1910)
- 27 aprile - Heinz Buchholz, giurista e letterato tedesco (n. 1906)
- 27 aprile - Zdzisław Filipkiewicz, cestista polacco (n. 1916)
- 27 aprile - José Iraragorri, calciatore spagnolo (n. 1912)
- 27 aprile - Sirio Musso, pittore, illustratore e grafico italiano (n. 1907)
- 28 aprile - Arne Svendsen, calciatore norvegese (n. 1909)
- 29 aprile - Stanislao Ceschi, politico italiano (n. 1903)
- 29 aprile - Anatolij Vasil'evič Ljapidevskij, aviatore sovietico (n. 1908)
- 29 aprile - Tommaso Palamidessi, astrologo e esoterista italiano (n. 1915)
- 30 aprile - George Balanchine, coreografo e danzatore russo (n. 1904)
- 30 aprile - Domenico Furnò, paroliere italiano (n. 1892)
- 30 aprile - Joel Henry Hildebrand, chimico statunitense (n. 1881)
- 30 aprile - Muddy Waters, cantautore e chitarrista statunitense (n. 1913)

## Maggio(107)
- 1º maggio - Giuseppe Balestrazzi, giornalista, attivista e saggista italiano (n. 1893)
- 1º maggio - Earlene Brown, pesista e discobola statunitense (n. 1935)
- 1º maggio - Cecil Cooke, velista bahamense (n. 1923)
- 1º maggio - George Hodgson, nuotatore canadese (n. 1893)
- 1º maggio - Joseph Ruttenberg, direttore della fotografia russo (n. 1889)
- 1º maggio - Bruno Simonucci, politico italiano (n. 1909)
- 2 maggio - Federico Alessandrini, giornalista e saggista italiano (n. 1905)
- 2 maggio - Pridi Banomyong, politico, giurista e avvocato thailandese (n. 1900)
- 2 maggio - Leonid Kolumbet, pistard sovietico (n. 1937)
- 2 maggio - Bruno Raschi, giornalista italiano (n. 1923)
- 2 maggio - Norm Van Brocklin, giocatore di football americano statunitense (n. 1926)
- 2 maggio - Ernesto de la Guardia, economista, politico e diplomatico panamense (n. 1904)
- 3 maggio - Sidney Skolsky, giornalista, sceneggiatore e produttore cinematografico statunitense (n. 1905)
- 4 maggio - Nino Sanzogno, direttore d'orchestra e compositore italiano (n. 1911)
- 4 maggio - Shūji Terayama, regista, poeta e drammaturgo giapponese (n. 1935)
- 5 maggio - Anton Buttigieg, politico e poeta maltese (n. 1912)
- 5 maggio - Richard Hofmann, calciatore tedesco (n. 1906)
- 5 maggio - Étienne Lamotte, presbitero, storico delle religioni e orientalista belga (n. 1903)
- 5 maggio - Horst Schumann, medico tedesco (n. 1906)
- 5 maggio - John Williams, attore britannico (n. 1903)
- 5 maggio - Josef Čapek, calciatore cecoslovacco (n. 1902)
- 6 maggio - Riccardo Gizdulich, architetto, militare e partigiano italiano (n. 1908)
- 6 maggio - Tommaso Morlino, giurista e politico italiano (n. 1925)
- 6 maggio - Raffaele Pontecorvo, pittore italiano (n. 1913)
- 6 maggio - Salvatore Salvatori, educatore italiano (n. 1899)
- 6 maggio - Oszkár Szigeti, calciatore ungherese (n. 1933)
- 6 maggio - Bep Voskuijl, olandese (n. 1919)
- 6 maggio - Kai Winding, trombonista e compositore statunitense (n. 1922)
- 8 maggio - Aldo Cucchi, partigiano e politico italiano (n. 1911)
- 8 maggio - John Fante, scrittore e sceneggiatore statunitense (n. 1909)
- 8 maggio - Eugenio Guarisco, calciatore italiano (n. 1909)
- 8 maggio - Fay Spain, attrice statunitense (n. 1932)
- 9 maggio - Nino Buccellato, poeta e scrittore italiano (n. 1915)
- 9 maggio - Ljubov' Lobanova, cestista sovietica (n. 1927)
- 9 maggio - Antoine Prioré, ingegnere italiano (n. 1912)
- 9 maggio - Shahaji II, principe indiano (n. 1910)
- 10 maggio - Renato De Riva, pattinatore di velocità su ghiaccio italiano (n. 1937)
- 10 maggio - Émile Zermani, calciatore francese (n. 1911)
- 11 maggio - Anelito Barontini, politico e partigiano italiano (n. 1912)
- 11 maggio - Zenna Henderson, scrittrice di fantascienza statunitense (n. 1917)
- 11 maggio - Ranieri Cupini, generale e aviatore italiano (n. 1904)
- 12 maggio - Olle Ohlson, pallanuotista svedese (n. 1921)
- 13 maggio - Otto Heckmann, astronomo tedesco (n. 1901)
- 14 maggio - Fëdor Aleksandrovič Abramov, scrittore russo (n. 1920)
- 14 maggio - Miguel Alemán Valdés, politico messicano (n. 1900)
- 14 maggio - Giulio Bisulli, pilota automobilistico italiano (n. 1936)
- 14 maggio - André Dupont-Sommer, orientalista francese (n. 1900)
- 14 maggio - Seweryn Kulesza, cavaliere polacco (n. 1900)
- 14 maggio - Billy Petrolle, pugile statunitense (n. 1905)
- 14 maggio - René Pontoni, calciatore argentino (n. 1920)
- 15 maggio - Maurizio D'Ancora, attore e imprenditore italiano (n. 1912)
- 15 maggio - Livio Fabro, calciatore italiano (n. 1906)
- 15 maggio - Marv Huffman, cestista statunitense (n. 1917)
- 15 maggio - Mark Syers, attore statunitense (n. 1952)
- 16 maggio - Vina Bovy, soprano e attrice belga (n. 1900)
- 16 maggio - Edouard Zeckendorf, medico, militare e matematico belga (n. 1901)
- 17 maggio - Salvato Cappelli, giornalista, scrittore e drammaturgo italiano (n. 1911)
- 17 maggio - Alfred Fabre-Luce, giornalista e scrittore francese (n. 1899)
- 17 maggio - Victor Halperin, regista, sceneggiatore e produttore cinematografico statunitense (n. 1895)
- 17 maggio - Mona Vangsaae, ballerina danese (n. 1920)
- 18 maggio - Walter Maurer, lottatore statunitense (n. 1893)
- 19 maggio - Enrico Bonessa, generale e ingegnere italiano (n. 1891)
- 19 maggio - Giuseppe Izzo, generale italiano (n. 1904)
- 19 maggio - Jean Rey, avvocato e politico belga (n. 1902)
- 19 maggio - Walther Stennes, generale e politico tedesco (n. 1895)
- 20 maggio - Clair Bee, allenatore di pallacanestro statunitense (n. 1896)
- 20 maggio - Harvey Gaylord, imprenditore statunitense (n. 1904)
- 20 maggio - Erik Johansson, calciatore svedese (n. 1900)
- 20 maggio - Prithipal Singh, hockeista su prato indiano (n. 1932)
- 20 maggio - Aleksandr Žirov, sciatore alpino sovietico (n. 1958)
- 21 maggio - Silvio Federico Baridon, partigiano, francesista e critico letterario italiano (n. 1918)
- 21 maggio - Luciano Cilio, compositore italiano (n. 1950)
- 21 maggio - Kenneth Clark, storico dell'arte britannico (n. 1903)
- 21 maggio - Eric Hoffer, scrittore, filosofo e psicologo statunitense (n. 1902)
- 21 maggio - Mariano Pintus, giornalista e politico italiano (n. 1916)
- 21 maggio - Boris Stepancev, regista sovietico (n. 1929)
- 22 maggio - Guido Bisori, avvocato e politico italiano (n. 1902)
- 22 maggio - Albert Claude, medico belga (n. 1899)
- 22 maggio - Goliardo Gelardi, calciatore brasiliano (n. 1906)
- 22 maggio - Giacomo Samuele Mazzoli, politico italiano (n. 1920)
- 22 maggio - Maria Augusta di Anhalt, nobile tedesca (n. 1898)
- 23 maggio - George Bruns, compositore statunitense (n. 1914)
- 23 maggio - Jean Trubert, fumettista e sceneggiatore francese (n. 1909)
- 24 maggio - Maurice Lefèbvre, pallanuotista francese (n. 1913)
- 24 maggio - Grete Reinwald, modella e attrice tedesca (n. 1902)
- 24 maggio - Igino Sderci, liutaio italiano (n. 1884)
- 24 maggio - Renato Tori, calciatore e allenatore di calcio italiano (n. 1914)
- 25 maggio - Sydney Box, produttore cinematografico e sceneggiatore britannico (n. 1907)
- 25 maggio - Sid Daniels, marinaio inglese (n. 1893)
- 25 maggio - Idris di Libia, re libico (n. 1889)
- 26 maggio - Oleksandr Chira, vescovo cattolico (n. 1897)
- 26 maggio - Camille Michielsen, ciclista su strada belga (n. 1910)
- 26 maggio - Raffaello Morghen, storico e medievista italiano (n. 1896)
- 26 maggio - Willy Rozier, attore, regista e produttore cinematografico francese (n. 1901)
- 26 maggio - Louise Weiss, giornalista, politica e scrittrice francese (n. 1893)
- 27 maggio - Sebastiano Paradiso, pittore e scultore italiano (n. 1914)
- 28 maggio - Attila Sallustro, calciatore e allenatore di calcio paraguaiano (n. 1908)
- 29 maggio - Ada Blackjack, esploratrice statunitense (n. 1898)
- 29 maggio - Arvid Pel'še, politico e storico sovietico (n. 1899)
- 29 maggio - Fernando Tabales, calciatore spagnolo (n. 1919)
- 30 maggio - Alfred Gruenther, generale statunitense (n. 1889)
- 30 maggio - Burnett Guffey, direttore della fotografia statunitense (n. 1905)
- 30 maggio - Joseph Siquet, ciclista su strada belga (n. 1901)
- 31 maggio - Walter Albini, stilista italiano (n. 1941)
- 31 maggio - Donald Britton, ballerino britannico (n. 1929)
- 31 maggio - Jack Dempsey, pugile e attore statunitense (n. 1895)
- 31 maggio - Andrea Rizzoli, editore, imprenditore e dirigente sportivo italiano (n. 1914)

## Giugno(100)
- 1º giugno - Jaime Lazcano, calciatore spagnolo (n. 1909)
- 1º giugno - Anna Seghers, scrittrice tedesca (n. 1900)
- 1º giugno - Carlo Teodoro del Belgio, nobile belga (n. 1903)
- 2 giugno - Raymond Fee, pugile statunitense (n. 1903)
- 2 giugno - Jakub Kopf, cestista polacco (n. 1915)
- 2 giugno - Ernest Libérati, calciatore francese (n. 1908)
- 2 giugno - Stan Rogers, cantautore canadese (n. 1949)
- 2 giugno - Julio Rosales y Ras, cardinale e arcivescovo cattolico filippino (n. 1906)
- 3 giugno - Ferrucio Calusio, direttore d'orchestra argentino (n. 1890)
- 3 giugno - Krunoslav Draganović, teologo e filosofo croato (n. 1903)
- 4 giugno - Antonio Gualano, generale italiano (n. 1899)
- 4 giugno - Ivan Tors, produttore cinematografico, sceneggiatore e regista ungherese (n. 1916)
- 4 giugno - Gunn Wållgren, attrice svedese (n. 1913)
- 5 giugno - Adriano Guarnieri, sciatore alpino italiano (n. 1914)
- 5 giugno - Ralph Hamilton, cestista statunitense (n. 1921)
- 5 giugno - Gioiello Orsini, politico italiano (n. 1922)
- 5 giugno - Kurt Tank, ingegnere aeronautico tedesco (n. 1898)
- 6 giugno - Curly Armstrong, cestista e allenatore di pallacanestro statunitense (n. 1918)
- 6 giugno - Marcelle Auclair, giornalista e scrittrice francese (n. 1899)
- 6 giugno - Hans Leip, scrittore, poeta e drammaturgo tedesco (n. 1893)
- 7 giugno - Daniele Amfitheatrof, direttore d'orchestra russo (n. 1901)
- 7 giugno - Agostino Bignardi, politico italiano (n. 1921)
- 8 giugno - Rachel Baes, pittrice belga (n. 1912)
- 8 giugno - Johan Saksvik, calciatore norvegese (n. 1918)
- 9 giugno - Sergio Bani, calciatore italiano (n. 1920)
- 9 giugno - Ercole Pace, inventore e tecnico del suono italiano (n. 1906)
- 9 giugno - William Munford Tuck, politico statunitense (n. 1896)
- 10 giugno - Estrellita Castro, cantante, ballerina e attrice spagnola (n. 1908)
- 10 giugno - Cyril Martin, calciatore inglese (n. 1918)
- 10 giugno - Andrej Popov, attore sovietico (n. 1918)
- 11 giugno - Vinicio Viani, calciatore e allenatore di calcio italiano (n. 1913)
- 12 giugno - Francesca Alinovi, critica d'arte italiana (n. 1948)
- 12 giugno - Aleksandr Aleksandrovič Alov, regista sovietico (n. 1923)
- 12 giugno - Tommaso Assi, mezzofondista e allenatore di atletica leggera italiano (n. 1935)
- 12 giugno - Yvonne Bourgeois, tennista francese (n. 1902)
- 12 giugno - Mario Fabbri, musicologo e alpinista italiano (n. 1931)
- 12 giugno - Charlie Hoefer, cestista tedesco (n. 1921)
- 12 giugno - Clemens Holzmeister, architetto austriaco (n. 1886)
- 12 giugno - J. B. Hutto, musicista e cantante statunitense (n. 1926)
- 12 giugno - Rolf Rüttimann, pilota motociclistico svizzero (n. 1957)
- 12 giugno - Norma Shearer, attrice canadese (n. 1902)
- 12 giugno - Władysław Skonecki, tennista polacco (n. 1920)
- 13 giugno - Giuseppe Bommarito, carabiniere italiano (n. 1944)
- 13 giugno - Mario D'Aleo, carabiniere italiano (n. 1954)
- 13 giugno - Pietro Morici, carabiniere italiano (n. 1956)
- 13 giugno - Curt Siewert, generale tedesco (n. 1889)
- 14 giugno - Aleksej Aleksandrovič Surkov, poeta, critico letterario e politico sovietico (n. 1899)
- 15 giugno - Mario Casariego y Acevedo, cardinale e arcivescovo cattolico spagnolo (n. 1909)
- 16 giugno - Alexander Donat, editore polacco (n. 1905)
- 16 giugno - Jean Majerus, ciclista su strada lussemburghese (n. 1914)
- 16 giugno - Giovanni Piubello, scrittore italiano (n. 1921)
- 16 giugno - Luigi Strobbe, calciatore italiano (n. 1911)
- 17 giugno - Miron Białoszewski, poeta e giornalista polacco (n. 1922)
- 17 giugno - Pierina Boranga, insegnante e scrittrice italiana (n. 1891)
- 17 giugno - Ruggero Gerlin, clavicembalista, pianista e compositore italiano (n. 1899)
- 17 giugno - Eelco Nicolaas van Kleffens, giurista, politico e diplomatico olandese (n. 1914)
- 17 giugno - Peter Mennin, compositore, docente e manager statunitense (n. 1923)
- 18 giugno - Luigi Borsari, politico italiano (n. 1921)
- 18 giugno - Marianne Brandt, designer, fotografa e scultrice tedesca (n. 1893)
- 18 giugno - Mona Mahmudnizhad, attivista iraniana (n. 1965)
- 18 giugno - Luigi Volpicelli, pedagogista italiano (n. 1900)
- 19 giugno - Miklós Boháty, cestista ungherese (n. 1935)
- 19 giugno - Maksis Kazāks, cestista lettone (n. 1912)
- 19 giugno - Dave Quabius, cestista e allenatore di pallacanestro statunitense (n. 1916)
- 20 giugno - Alfredo Arroyave, cestista ecuadoriano (n. 1922)
- 20 giugno - Sadik Hakim, pianista e compositore statunitense (n. 1919)
- 21 giugno - Andrea Boscione, giornalista italiano (n. 1927)
- 22 giugno - David MacDonald, regista, sceneggiatore e produttore cinematografico britannico (n. 1904)
- 22 giugno - Gian Piero Motti, alpinista e scrittore italiano (n. 1946)
- 23 giugno - Tonino Biondini, fondista italiano (n. 1945)
- 23 giugno - Osvaldo Dorticós Torrado, politico cubano (n. 1919)
- 23 giugno - Jonathan Latimer, giornalista, scrittore e sceneggiatore statunitense (n. 1906)
- 23 giugno - Georges Ory, giornalista e saggista francese (n. 1897)
- 23 giugno - Giovanni Plazzer, canottiere italiano (n. 1899)
- 24 giugno - Rino De Togni, calciatore italiano (n. 1922)
- 25 giugno - Alberto Ginastera, compositore argentino (n. 1916)
- 25 giugno - Oddbjørn Hagen, combinatista nordico e fondista norvegese (n. 1908)
- 26 giugno - Luis Álamos, calciatore e allenatore di calcio cileno (n. 1923)
- 26 giugno - Bruno Caccia, magistrato italiano (n. 1917)
- 26 giugno - Giulio Coltellacci, scenografo e costumista italiano (n. 1916)
- 26 giugno - James Robert Knox, cardinale e arcivescovo cattolico australiano (n. 1914)
- 26 giugno - Sture Pettersson, ciclista su strada svedese (n. 1942)
- 26 giugno - Attilio Veroni, calciatore italiano (n. 1908)
- 27 giugno - Vincent Gallagher, canottiere statunitense (n. 1899)
- 27 giugno - Juan de Garchitorena, calciatore e attore filippino (n. 1898)
- 27 giugno - Manuel Giúdice, allenatore di calcio e calciatore argentino (n. 1918)
- 27 giugno - Ronnie Shavlik, cestista statunitense (n. 1933)
- 28 giugno - Antonio Folco, ciclista su strada italiano (n. 1909)
- 28 giugno - Alf Francis, ingegnere e progettista polacco (n. 1918)
- 28 giugno - Pietro Frua, imprenditore e designer italiano (n. 1913)
- 28 giugno - Elżbieta Katolik, mezzofondista polacca (n. 1949)
- 28 giugno - György Kovásznai, pittore e regista ungherese (n. 1934)
- 28 giugno - Carlo Solveni, bobbista italiano (n. 1897)
- 29 giugno - Joe Delaney, giocatore di football americano statunitense (n. 1958)
- 29 giugno - John Nordin, ingegnere svedese (n. 1887)
- 30 giugno - Igor' Ado, matematico sovietico (n. 1910)
- 30 giugno - Cesare Amè, generale e agente segreto italiano (n. 1892)
- 30 giugno - Herbert Baker, sceneggiatore statunitense (n. 1920)
- 30 giugno - Gaetano Mariani, critico letterario italiano (n. 1923)
- 30 giugno - André Syrvet, calciatore svizzero (n. 1907)

## Luglio(115)
- 1º luglio - Richard Buckminster Fuller, inventore, architetto e designer statunitense (n. 1895)
- 1º luglio - Erich Juskowiak, calciatore tedesco (n. 1926)
- 1º luglio - István Molnár, pallanuotista ungherese (n. 1913)
- 1º luglio - Pierre Pascal, storico, slavista e traduttore francese (n. 1890)
- 1º luglio - Rudolf Rupec, calciatore austriaco (n. 1895)
- 2 luglio - László Budai, allenatore di calcio e calciatore ungherese (n. 1928)
- 2 luglio - Hans Mehlhorn, bobbista tedesco (n. 1900)
- 3 luglio - Martha Lorber, attrice statunitense (n. 1900)
- 3 luglio - Leonardo Santini, medico e farmacologo italiano (n. 1904)
- 4 luglio - John Bodkin Adams, criminale e serial killer britannico (n. 1899)
- 4 luglio - Beatrice Van, attrice e sceneggiatrice statunitense (n. 1890)
- 4 luglio - Mario Verde, fisico italiano (n. 1920)
- 5 luglio - Alec Cheyne, calciatore e allenatore di calcio scozzese (n. 1907)
- 5 luglio - Harry James, trombettista statunitense (n. 1916)
- 5 luglio - Hennes Weisweiler, calciatore e allenatore di calcio tedesco (n. 1919)
- 6 luglio - Francesco Recupero, politico italiano (n. 1914)
- 7 luglio - Cinico Angelini, direttore d'orchestra, arrangiatore e violinista italiano (n. 1901)
- 7 luglio - Adalberts Bubenko, marciatore lettone (n. 1910)
- 7 luglio - Vanni Canepele, tennista e cestista italiano (n. 1916)
- 7 luglio - Marcello De Martino, direttore d'orchestra, compositore e arrangiatore italiano (n. 1932)
- 7 luglio - Alexander Fu Sheng, attore hongkonghese (n. 1953)
- 7 luglio - Herman Kahn, fisico statunitense (n. 1922)
- 7 luglio - Fedele Toscani, fotoreporter e fotografo italiano (n. 1909)
- 7 luglio - Enzo Turco, attore e sceneggiatore italiano (n. 1902)
- 9 luglio - Bienvenido Granda, cantante cubano (n. 1915)
- 9 luglio - Sven Jacobsson, calciatore svedese (n. 1914)
- 9 luglio - Luigi Silori, scrittore, critico letterario e conduttore televisivo italiano (n. 1921)
- 9 luglio - Tamasese Lealofi IV, politico samoano (n. 1922)
- 10 luglio - Mona von Bismarck, socialite e filantropa statunitense (n. 1897)
- 10 luglio - Ugo Calà, scacchista italiano (n. 1904)
- 10 luglio - Bruna Castagna, mezzosoprano italiano (n. 1905)
- 10 luglio - Werner Egk, compositore tedesco (n. 1901)
- 10 luglio - Wolfgang Lukschy, attore e doppiatore tedesco (n. 1905)
- 11 luglio - Memè Busietta, pallanuotista maltese (n. 1902)
- 11 luglio - Mick Clavan, calciatore olandese (n. 1929)
- 11 luglio - Ross Macdonald, scrittore statunitense (n. 1915)
- 12 luglio - Edwin Denby, poeta e scrittore statunitense (n. 1903)
- 12 luglio - Harry Derckx, hockeista su prato olandese (n. 1918)
- 12 luglio - Raffaello Melani, insegnante e latinista italiano (n. 1897)
- 12 luglio - Giuseppe Mozzanica, scultore italiano (n. 1892)
- 12 luglio - Erich Warsitz, aviatore tedesco (n. 1906)
- 12 luglio - Chris Wood, musicista, flautista e sassofonista britannico (n. 1944)
- 13 luglio - Antonio Amantea, generale e aviatore italiano (n. 1894)
- 13 luglio - Paulo Innocenti, allenatore di calcio e calciatore brasiliano (n. 1902)
- 13 luglio - Giuseppina Pastori, biologa e fisica italiana (n. 1891)
- 13 luglio - Dolores Prato, scrittrice e poetessa italiana (n. 1892)
- 13 luglio - Vitale Robaldo, politico italiano (n. 1936)
- 13 luglio - Gabrielle Roy, scrittrice e insegnante canadese (n. 1909)
- 13 luglio - Pasquale Specchio, politico italiano (n. 1914)
- 14 luglio - Elena Recanati Foa Napolitano, dirigente d'azienda italiana (n. 1922)
- 15 luglio - Gary Bradds, cestista statunitense (n. 1942)
- 15 luglio - Edith Cross, tennista statunitense (n. 1907)
- 15 luglio - Elbert Root, tuffatore statunitense (n. 1915)
- 16 luglio - Michel Micombero, politico e militare burundese (n. 1940)
- 16 luglio - Otto Mørkholm, numismatico danese (n. 1930)
- 16 luglio - Pablo O'Higgins, pittore statunitense (n. 1904)
- 16 luglio - Samson Raphaelson, sceneggiatore e commediografo statunitense (n. 1894)
- 16 luglio - Helmut Schwenn, pallanuotista tedesco (n. 1913)
- 17 luglio - Erik Börjesson, calciatore svedese (n. 1888)
- 17 luglio - Josef Tauchner, sollevatore austriaco (n. 1929)
- 18 luglio - Salo Flohr, scacchista cecoslovacco (n. 1908)
- 19 luglio - Alexia Bryn, pattinatrice artistica su ghiaccio norvegese (n. 1889)
- 19 luglio - Erik Ode, attore, regista e doppiatore tedesco (n. 1910)
- 19 luglio - Charun Rattanakun Seriroengrit, generale, politico e funzionario thailandese (n. 1895)
- 19 luglio - Şehzade Ali Vasib, principe ottomano (n. 1903)
- 20 luglio - E. Preston Ames, scenografo statunitense (n. 1906)
- 20 luglio - Åke Andersson, calciatore svedese (n. 1917)
- 20 luglio - Yang Chongrui, medico cinese (n. 1891)
- 21 luglio - Veronika Bužinskaja, attrice sovietica (n. 1895)
- 21 luglio - Giacinto Goldaniga, calciatore italiano (n. 1927)
- 21 luglio - Norman J. Holter, fisico statunitense (n. 1914)
- 21 luglio - Radovan Richta, filosofo cecoslovacco (n. 1924)
- 21 luglio - Franco Rodano, politico, politologo e filosofo italiano (n. 1920)
- 22 luglio - Rodolfo Llopis, politico spagnolo (n. 1895)
- 22 luglio - Giuseppe Manzone, pittore italiano (n. 1887)
- 22 luglio - Darrell Silvera, scenografo statunitense (n. 1900)
- 23 luglio - Georges Auric, compositore francese (n. 1899)
- 23 luglio - Bob Fitzgerald, cestista statunitense (n. 1923)
- 23 luglio - Eraldo Miscia, scrittore, poeta e critico letterario italiano (n. 1920)
- 23 luglio - Tex Morton, cantante, musicista e attore neozelandese (n. 1916)
- 24 luglio - Nicolaus von Below, aviatore tedesco (n. 1907)
- 24 luglio - Francis Xavier Sanguon Souvannasri, vescovo cattolico thailandese (n. 1909)
- 25 luglio - Tommaso Annoscia, imprenditore e dirigente sportivo italiano (n. 1904)
- 25 luglio - Georges Ouvray, calciatore francese (n. 1905)
- 25 luglio - Henry Primakoff, fisico russo (n. 1914)
- 25 luglio - Heinrich Unverhau, militare tedesco (n. 1911)
- 26 luglio - Nicolino Cabitza, chitarrista italiano (n. 1904)
- 26 luglio - Jan Kamman, fotografo e pittore olandese (n. 1898)
- 26 luglio - Roberto Lacedelli, sciatore alpino e saltatore con gli sci italiano (n. 1919)
- 26 luglio - Charlie Rivel, circense spagnolo (n. 1896)
- 26 luglio - Arpad Wigand, generale tedesco (n. 1906)
- 27 luglio - Gladys Mitchell, scrittrice e insegnante britannica (n. 1901)
- 28 luglio - Katharine Bard, attrice statunitense (n. 1916)
- 28 luglio - Elizabeth C. Crosby, neuroscienziata statunitense (n. 1888)
- 29 luglio - Salvatore Bartolotta, carabiniere italiano (n. 1935)
- 29 luglio - Luis Buñuel, regista, sceneggiatore e produttore cinematografico spagnolo (n. 1900)
- 29 luglio - Rocco Chinnici, magistrato italiano (n. 1925)
- 29 luglio - Alfredo Costantini, militare italiano (n. 1960)
- 29 luglio - Burrill Bernard Crohn, medico statunitense (n. 1884)
- 29 luglio - Manuel Ferreira, calciatore argentino (n. 1905)
- 29 luglio - Guillermo Larrazábal, artista spagnolo (n. 1907)
- 29 luglio - Raymond Massey, attore canadese (n. 1896)
- 29 luglio - David Niven, attore e scrittore britannico (n. 1910)
- 29 luglio - Carlo Orlandi, pugile italiano (n. 1910)
- 29 luglio - Luigi Piccinato, architetto, urbanista e politico italiano (n. 1899)
- 29 luglio - Luigi Santomauro, meteorologo e giornalista italiano (n. 1909)
- 29 luglio - Mario Trapassi, carabiniere italiano (n. 1950)
- 30 luglio - Bertus Caldenhove, calciatore olandese (n. 1914)
- 30 luglio - Carmelo Colletti, mafioso italiano (n. 1920)
- 30 luglio - Lynn Fontanne, attrice britannica (n. 1887)
- 30 luglio - Fuzzy Vandivier, cestista statunitense (n. 1903)
- 31 luglio - Stig Nyström, calciatore svedese (n. 1919)
- 31 luglio - Eva Pawlik, pattinatrice artistica su ghiaccio austriaca (n. 1927)
- 31 luglio - Amerigo Petrucci, politico italiano (n. 1922)
- 31 luglio - Max Schwabe, politico statunitense (n. 1905)

## Agosto(74)
- 1º agosto - Vicky Lane, attrice e cantante irlandese (n. 1926)
- 1º agosto - Peter Arne, attore britannico (n. 1920)
- 2 agosto - James Jamerson, bassista statunitense (n. 1936)
- 2 agosto - Rudolf Kotormány, calciatore rumeno (n. 1911)
- 2 agosto - Augusto Migliorini, militare, marinaio e partigiano italiano (n. 1911)
- 3 agosto - Jobriath, cantante statunitense (n. 1946)
- 3 agosto - Athos Dianti, calciatore italiano (n. 1916)
- 3 agosto - Stepas Garbačiauskas, calciatore lituano (n. 1900)
- 3 agosto - Carolyn Jones, attrice statunitense (n. 1930)
- 4 agosto - Franco Castellani, attore italiano (n. 1915)
- 4 agosto - Jurij Borisovič Levitan, conduttore radiofonico sovietico (n. 1914)
- 4 agosto - Alfred Nakache, nuotatore e pallanuotista francese (n. 1915)
- 4 agosto - Eligio Peretti, calciatore italiano (n. 1901)
- 5 agosto - Bart Bok, astronomo olandese (n. 1906)
- 5 agosto - Judy Canova, attrice statunitense (n. 1913)
- 5 agosto - Luigi Panarella, pittore, scultore e scenografo italiano (n. 1915)
- 5 agosto - Joan Robinson, economista inglese (n. 1903)
- 6 agosto - Camillo Medeot, politico e storico italiano (n. 1900)
- 6 agosto - Klaus Nomi, cantante tedesco (n. 1944)
- 8 agosto - Corrado Saralvo, antifascista e superstite dell'Olocausto italiano (n. 1894)
- 9 agosto - Károly Szittya, pallanuotista ungherese (n. 1918)
- 10 agosto - Suzanne Perrottet, ballerina e pedagoga svizzera (n. 1889)
- 10 agosto - José Baptista Pinheiro de Azevedo, ammiraglio e politico portoghese (n. 1917)
- 11 agosto - Satsuo Yamamoto, regista giapponese (n. 1910)
- 12 agosto - Artemio Franchi, dirigente sportivo italiano (n. 1922)
- 12 agosto - Wavell Wakefield, rugbista a 15, dirigente sportivo e politico britannico (n. 1898)
- 14 agosto - Alceu Amoroso Lima, critico letterario, scrittore e giornalista brasiliano (n. 1893)
- 14 agosto - Musine Kokalari, scrittrice e politica albanese (n. 1917)
- 14 agosto - Yolanda Penteado, socialite, collezionista d'arte e mecenate brasiliana (n. 1903)
- 14 agosto - Irena Szydłowska, arciera polacca (n. 1928)
- 15 agosto - Antonio Ambrosini, giurista italiano (n. 1888)
- 15 agosto - Miquel Crusafont i Pairó, paleontologo spagnolo (n. 1910)
- 15 agosto - Marc Porel, attore francese (n. 1949)
- 15 agosto - Antonia Tejera Reyes, sensitiva spagnola (n. 1908)
- 15 agosto - Jiří Zástěra, calciatore cecoslovacco (n. 1913)
- 16 agosto - René Duverger, sollevatore francese (n. 1911)
- 16 agosto - Gundelinda di Baviera, principessa tedesca (n. 1891)
- 16 agosto - Giuliano Nostini, schermidore italiano (n. 1912)
- 17 agosto - Ira Gershwin, librettista e paroliere statunitense (n. 1896)
- 17 agosto - Takashi Itoyama, cestista giapponese (n. 1932)
- 17 agosto - Georgij Borisovič Ščukin, regista sovietico (n. 1925)
- 18 agosto - Floro Finistauri, aviatore italiano (n. 1944)
- 18 agosto - Arturo Umberto Illia, politico argentino (n. 1900)
- 18 agosto - Nikolaus Pevsner, storico dell'architettura e storico dell'arte tedesco (n. 1902)
- 18 agosto - Ray Terzynski, cestista statunitense (n. 1919)
- 19 agosto - Lev Kaljaev, velocista sovietico (n. 1929)
- 19 agosto - Ulyses Petit de Murat, poeta, giornalista e drammaturgo argentino (n. 1907)
- 20 agosto - Aleksandar Ranković, politico e antifascista jugoslavo (n. 1909)
- 20 agosto - Adolf Schreiber, ciclista su strada liechtensteinese (n. 1913)
- 20 agosto - Georges Spénale, politico francese (n. 1913)
- 20 agosto - Gerhard von Graevenitz, pittore e fotografo tedesco (n. 1934)
- 21 agosto - Benigno Aquino Jr., politico, attivista e giornalista filippino (n. 1932)
- 21 agosto - Filippo Maria Pontani, grecista, bizantinista e traduttore italiano (n. 1913)
- 22 agosto - Elsa Chauvel, regista e attrice australiana (n. 1898)
- 22 agosto - Mario Tadini, imprenditore e pilota automobilistico italiano (n. 1905)
- 23 agosto - Gerald Frank Anderson, compositore di scacchi e diplomatico britannico (n. 1898)
- 23 agosto - Jack King, pistard australiano (n. 1897)
- 24 agosto - Kalevi Kotkas, altista e discobolo finlandese (n. 1913)
- 26 agosto - Mike Kellin, attore statunitense (n. 1922)
- 26 agosto - Félix María Pareja, islamista, arabista e bibliotecario spagnolo (n. 1890)
- 27 agosto - Renzo Poluzzi, allenatore di pallacanestro e dirigente sportivo italiano (n. 1919)
- 28 agosto - José Bergamín, scrittore e poeta spagnolo (n. 1895)
- 28 agosto - Mario Bonomo, saltatore con gli sci italiano (n. 1912)
- 28 agosto - Jan Clayton, attrice e cantante statunitense (n. 1917)
- 29 agosto - Rory Hayes, fumettista statunitense (n. 1949)
- 29 agosto - Elio Mauro, cantante italiano (n. 1934)
- 29 agosto - Simon Oakland, attore e violinista statunitense (n. 1915)
- 30 agosto - Aleksandr Chanov, attore sovietico (n. 1904)
- 30 agosto - Ugo Conti, calciatore e allenatore di calcio italiano (n. 1916)
- 30 agosto - Charles William Goyen, scrittore, curatore editoriale e insegnante statunitense (n. 1915)
- 30 agosto - Gerhard Storz, pedagogo, politico e scrittore tedesco (n. 1898)
- 31 agosto - Marcello Candia, imprenditore, missionario e filantropo italiano (n. 1916)
- 31 agosto - Derek Sullivan, calciatore gallese (n. 1930)
- 31 agosto - Jean Valin, calciatore lussemburghese (n. 1899)

## Settembre(104)
- 2 settembre - Gunnar Berggren, pugile svedese (n. 1908)
- 2 settembre - Franz Platko, allenatore di calcio e calciatore ungherese (n. 1898)
- 2 settembre - Charlotte Rudolph, fotografa tedesca (n. 1896)
- 3 settembre - Derek John De Solla Price, fisico, storico della scienza e informatico inglese (n. 1922)
- 3 settembre - Piero Sraffa, economista italiano (n. 1898)
- 3 settembre - József Takács, calciatore ungherese (n. 1904)
- 3 settembre - Romano Tommasi, politico italiano (n. 1896)
- 4 settembre - Aleksandr Nikolaevič Andrievskij, regista cinematografico sovietico (n. 1899)
- 4 settembre - Paul Eberhard, bobbista svizzero (n. 1917)
- 4 settembre - Olga Monsani, avvocata e attivista italiana (n. 1891)
- 4 settembre - Katsutoshi Nekoda, pallavolista e allenatore di pallavolo giapponese (n. 1944)
- 4 settembre - Andrea Spadini, scultore italiano (n. 1912)
- 5 settembre - John Gilpin, ballerino, attore e direttore artistico britannico (n. 1930)
- 5 settembre - Gerbert Moricevič Rappaport, regista cinematografico sovietico (n. 1908)
- 5 settembre - Carlo Rigotti, allenatore di calcio e calciatore italiano (n. 1906)
- 5 settembre - Carolina Matilde di Sassonia-Coburgo-Gotha, principessa tedesca (n. 1912)
- 5 settembre - Buddy Young, giocatore di football americano statunitense (n. 1926)
- 6 settembre - Bernhard Welte, teologo e filosofo tedesco (n. 1906)
- 7 settembre - Boris Hagelin, imprenditore e inventore svedese (n. 1892)
- 7 settembre - Hans Münch, direttore d'orchestra, compositore e violoncellista francese (n. 1893)
- 7 settembre - Tore Rilton, medico, scacchista e mecenate svedese (n. 1904)
- 7 settembre - Wilhelm Rønning, calciatore norvegese (n. 1895)
- 7 settembre - Romolo Sartoris, calciatore italiano (n. 1901)
- 7 settembre - Joseph Schröffer, cardinale e arcivescovo cattolico tedesco (n. 1903)
- 7 settembre - Ron Stuart, cestista canadese (n. 1929)
- 8 settembre - Ibrahim 'Abbud, generale e politico sudanese (n. 1900)
- 8 settembre - Pasquale Buglione, politico italiano (n. 1894)
- 8 settembre - Antonin Magne, ciclista su strada, pistard e dirigente sportivo francese (n. 1904)
- 8 settembre - Nereo Pasquali, calciatore italiano (n. 1907)
- 8 settembre - Ričard Nikolaevič Viktorov, regista sovietico (n. 1929)
- 9 settembre - Vinko Cvjetković, pallanuotista jugoslavo (n. 1911)
- 9 settembre - Marguerite Dockrell, nuotatrice irlandese (n. 1912)
- 9 settembre - Luis Monti, calciatore e allenatore di calcio argentino (n. 1901)
- 10 settembre - Felix Bloch, fisico svizzero (n. 1905)
- 10 settembre - Victor Ciocâltea, scacchista rumeno (n. 1932)
- 10 settembre - Ernst Degner, pilota motociclistico tedesco (n. 1931)
- 10 settembre - Nils Engdahl, velocista e mezzofondista svedese (n. 1898)
- 10 settembre - Jon Brower Minnoch, showman statunitense (n. 1941)
- 10 settembre - Alfred Urbański, politico e economista polacco (n. 1899)
- 10 settembre - Balthazar Johannes Vorster, politico sudafricano (n. 1915)
- 11 settembre - Domenico Cremonesi, calciatore italiano (n. 1919)
- 11 settembre - Brian Muir, pilota automobilistico australiano (n. 1931)
- 11 settembre - Luigi Ronga, musicologo italiano (n. 1901)
- 12 settembre - Sabin Carr, astista statunitense (n. 1904)
- 12 settembre - Luigi Dodi, architetto, ingegnere e urbanista italiano (n. 1900)
- 12 settembre - Willy Fleckhaus, designer tedesco (n. 1925)
- 12 settembre - Wolf Hagemann, generale tedesco (n. 1898)
- 12 settembre - Félix Pérez Marcos, calciatore spagnolo (n. 1901)
- 13 settembre - Mario Biglioli, scultore italiano (n. 1890)
- 13 settembre - Guido Guidi, aviatore e ingegnere italiano (n. 1891)
- 13 settembre - Rudolf Lehmann, militare tedesco (n. 1914)
- 14 settembre - Gennadij Sergeevič Kazanskij, regista cinematografico sovietico (n. 1910)
- 15 settembre - Willie Bobo, percussionista statunitense (n. 1934)
- 15 settembre - Johnny Hartman, cantante e pianista statunitense (n. 1923)
- 15 settembre - Kaj Hjelm, attore svedese (n. 1928)
- 15 settembre - Friedrich Scherfke, calciatore polacco (n. 1909)
- 15 settembre - Prince Far I, musicista giamaicano (n. 1945)
- 16 settembre - Giuseppe Calasso, politico e sindacalista italiano (n. 1899)
- 16 settembre - Ferruccio Castellano, attivista italiano (n. 1946)
- 16 settembre - Henry Grace, scenografo statunitense (n. 1907)
- 16 settembre - Gunnar Olsson, attore e regista svedese (n. 1904)
- 16 settembre - Florence Leona Christie Thompson, operaia statunitense (n. 1903)
- 17 settembre - Vittorio Buttafava, giornalista e scrittore italiano (n. 1918)
- 17 settembre - Humberto Sousa Medeiros, cardinale e arcivescovo cattolico portoghese (n. 1915)
- 17 settembre - Rosa d'Asburgo-Lorena, nobile italiana (n. 1906)
- 18 settembre - George Chestnut, cestista statunitense (n. 1911)
- 19 settembre - Bruno Pittermann, politico e insegnante austriaco (n. 1905)
- 19 settembre - Ray Ragelis, cestista e allenatore di pallacanestro statunitense (n. 1928)
- 19 settembre - Rolando Rocchi, cestista e allenatore di pallacanestro italiano (n. 1936)
- 20 settembre - Andy Beattie, calciatore e allenatore di calcio scozzese (n. 1913)
- 20 settembre - Ángel Labruna, calciatore e allenatore di calcio argentino (n. 1918)
- 21 settembre - Enrico Castelli, cestista e dirigente sportivo italiano (n. 1909)
- 21 settembre - Bob Donham, cestista statunitense (n. 1926)
- 21 settembre - Birgit Tengroth, attrice svedese (n. 1915)
- 21 settembre - Xavier Zubiri, filosofo spagnolo (n. 1898)
- 22 settembre - Paul Chaleil, presbitero francese (n. 1913)
- 23 settembre - Antonio Ruggero Maria Giorgi, pittore e incisore italiano (n. 1887)
- 23 settembre - Szolem Mandelbrojt, matematico francese (n. 1899)
- 23 settembre - Jaroslav Pokorný, drammaturgo e librettista ceco (n. 1920)
- 23 settembre - Georges Vandenberghe, ciclista su strada belga (n. 1941)
- 24 settembre - Isobel Baillie, soprano scozzese (n. 1895)
- 24 settembre - Fayza Ahmed, cantante e attrice siriana (n. 1934)
- 25 settembre - Leopoldo III del Belgio, re belga (n. 1901)
- 25 settembre - Giorgio Vaccaro, politico e dirigente sportivo italiano (n. 1892)
- 26 settembre - Renato Bacchini, imprenditore italiano (n. 1916)
- 26 settembre - Tom Barlow, cestista statunitense (n. 1896)
- 26 settembre - Helmut Brinkmann, ammiraglio tedesco (n. 1895)
- 26 settembre - Tito Carnacini, giurista italiano (n. 1909)
- 26 settembre - Henri Navarre, generale e scrittore francese (n. 1898)
- 27 settembre - Laura Bianchini, politica e partigiana italiana (n. 1903)
- 27 settembre - Ben Carruthers, attore statunitense (n. 1936)
- 27 settembre - Attilio Leporati, calciatore italiano (n. 1911)
- 27 settembre - Tino Rossi, cantante e attore francese (n. 1907)
- 27 settembre - Gunnar Thoroddsen, politico islandese (n. 1910)
- 27 settembre - Dino Torreggiani, presbitero italiano (n. 1905)
- 28 settembre - Paul Chandelier, calciatore francese (n. 1892)
- 28 settembre - Luisa Garella, attrice italiana (n. 1921)
- 28 settembre - Roy Sullivan, statunitense (n. 1912)
- 28 settembre - Ko Willems, pistard olandese (n. 1900)
- 29 settembre - Roy George Douglas Allen, statistico britannico (n. 1906)
- 29 settembre - Edvīns Bietags, lottatore lettone (n. 1908)
- 29 settembre - Nicky Kirsch, calciatore lussemburghese (n. 1901)
- 30 settembre - Verne Anderson, sciatore alpino e allenatore di sci alpino canadese (n. 1937)
- 30 settembre - Severo Pozzati, pubblicitario, pittore e scultore italiano (n. 1895)

## Ottobre(91)
- 1º ottobre - Johan Richthoff, lottatore svedese (n. 1898)
- 2 ottobre - Kjeld Kjos, allenatore di calcio e calciatore norvegese (n. 1905)
- 2 ottobre - Rodolfo Volk, calciatore italiano (n. 1906)
- 3 ottobre - Lev Aronin, scacchista sovietico (n. 1920)
- 3 ottobre - Mario Mazzuca, rugbista a 15 e dirigente sportivo italiano (n. 1910)
- 3 ottobre - Nicola Salerno, politico italiano (n. 1897)
- 3 ottobre - Raimondo Selli, geologo e oceanografo italiano (n. 1916)
- 3 ottobre - Otello Subinaghi, calciatore italiano (n. 1910)
- 4 ottobre - Dino Battaglia, fumettista italiano (n. 1923)
- 4 ottobre - Aldo Fiorelli, attore italiano (n. 1915)
- 4 ottobre - Juan López Fontana, allenatore di calcio uruguaiano (n. 1908)
- 4 ottobre - Joan Ridley, tennista britannica (n. 1903)
- 5 ottobre - Raffaello Bettazzi, politico italiano (n. 1892)
- 5 ottobre - Luigi Migliavacca, pittore e decoratore italiano (n. 1902)
- 5 ottobre - Luigi Norbiato, calciatore italiano (n. 1929)
- 6 ottobre - Terence Cooke, cardinale e arcivescovo cattolico statunitense (n. 1921)
- 6 ottobre - Egle Marini, pittrice e poetessa italiana (n. 1901)
- 6 ottobre - Joseph Thomas McGucken, arcivescovo cattolico statunitense (n. 1902)
- 7 ottobre - George Ogden Abell, astronomo statunitense (n. 1927)
- 7 ottobre - Tauno Mäki, tiratore a segno finlandese (n. 1912)
- 7 ottobre - Christophe Soglo, politico beninese (n. 1909)
- 8 ottobre - Désiré Gosselin, calciatore francese (n. 1901)
- 8 ottobre - Joan Hackett, attrice statunitense (n. 1934)
- 8 ottobre - Friedrich-Wilhelm von Loeper, generale tedesco (n. 1888)
- 8 ottobre - Alexandre-Charles-Albert-Joseph Renard, cardinale e arcivescovo cattolico francese (n. 1906)
- 8 ottobre - Gyula Senkey, calciatore ungherese (n. 1901)
- 9 ottobre - Franz Westhoven, generale tedesco (n. 1894)
- 10 ottobre - Kurt Heinrich Debus, ingegnere tedesco (n. 1908)
- 10 ottobre - Aleksander Gabszewicz, militare e aviatore polacco (n. 1911)
- 10 ottobre - Ruby Myers, attrice indiana (n. 1907)
- 10 ottobre - Ralph Richardson, attore britannico (n. 1902)
- 10 ottobre - Slim Shoun, cestista statunitense (n. 1904)
- 11 ottobre - Franco Imposimato, sindacalista italiano (n. 1939)
- 11 ottobre - Aldo Settimio Boni, poeta e inventore italiano (n. 1920)
- 11 ottobre - Fay Tincher, attrice statunitense (n. 1884)
- 12 ottobre - Ernie Roth, statunitense (n. 1926)
- 12 ottobre - Víctor Trossero, calciatore argentino (n. 1953)
- 13 ottobre - Joe Bambrick, calciatore nordirlandese (n. 1905)
- 14 ottobre - Paul Fix, attore statunitense (n. 1901)
- 14 ottobre - Katherine Perry, attrice statunitense (n. 1897)
- 14 ottobre - László Ranódy, regista ungherese (n. 1919)
- 15 ottobre - Pat O'Brien, attore statunitense (n. 1899)
- 15 ottobre - Pietro Vetro, critico letterario italiano (n. 1897)
- 16 ottobre - Earl Averill, giocatore di baseball statunitense (n. 1902)
- 16 ottobre - Leonardo De Benedetti, medico e superstite dell'Olocausto italiano (n. 1898)
- 16 ottobre - Harish-Chandra, matematico indiano (n. 1923)
- 16 ottobre - Ernst Kyburz, lottatore svizzero (n. 1898)
- 16 ottobre - Kenzō Kōno, politico e dirigente sportivo giapponese (n. 1901)
- 16 ottobre - Willi Ritschard, politico svizzero (n. 1918)
- 17 ottobre - Raymond Aron, filosofo, sociologo e storico francese (n. 1905)
- 17 ottobre - Vittorio Nino Novarese, costumista, scenografo e sceneggiatore italiano (n. 1907)
- 17 ottobre - Amadeo Ortega, calciatore paraguaiano
- 18 ottobre - Diego Abad de Santillán, anarchico, scrittore e editore spagnolo (n. 1897)
- 18 ottobre - Karinska, costumista ucraina (n. 1886)
- 19 ottobre - Maurice Bishop, politico e rivoluzionario grenadino (n. 1944)
- 19 ottobre - William Hornbeck, montatore statunitense (n. 1901)
- 19 ottobre - Jón Örn Jónasson, calciatore islandese (n. 1923)
- 19 ottobre - Carmelo Marzano, poliziotto e questore italiano (n. 1911)
- 19 ottobre - Franco Miele, pittore e critico d'arte italiano (n. 1924)
- 19 ottobre - Giulio Negri, allenatore di calcio e calciatore italiano (n. 1915)
- 19 ottobre - Rezső Somlai, allenatore di calcio e calciatore ungherese (n. 1911)
- 19 ottobre - Carel Willink, pittore olandese (n. 1900)
- 20 ottobre - Otto Aasen, combinatista nordico e saltatore con gli sci norvegese (n. 1894)
- 20 ottobre - Irene Sänger-Bredt, ingegnera, matematica e fisica tedesca (n. 1911)
- 20 ottobre - Merle Travis, chitarrista e cantante statunitense (n. 1917)
- 21 ottobre - Tat'jana Gureckaja, attrice sovietica (n. 1904)
- 21 ottobre - Fridtjof Resberg, calciatore norvegese (n. 1895)
- 22 ottobre - Giovanni Cazzulani, ciclista su strada italiano (n. 1909)
- 23 ottobre - Luciano Cirri, critico teatrale e giornalista italiano (n. 1931)
- 23 ottobre - François de Selys Longchamps, diplomatico belga (n. 1910)
- 24 ottobre - Elie Carafoli, ingegnere rumeno (n. 1901)
- 24 ottobre - Henri Desplanques, geografo, insegnante e prete francese (n. 1911)
- 24 ottobre - Jo Grimond, politico britannico (n. 1913)
- 25 ottobre - Ángel Rambert, calciatore francese (n. 1936)
- 25 ottobre - Maxwell Shane, sceneggiatore, regista e produttore televisivo statunitense (n. 1905)
- 25 ottobre - Kurt Symanzik, fisico tedesco (n. 1923)
- 26 ottobre - Patrick Kinser-Lau, attore teatrale e cantante statunitense (n. 1953)
- 26 ottobre - Mike Michalske, giocatore di football americano statunitense (n. 1903)
- 26 ottobre - Giovanni Mosca, giornalista, umorista e illustratore italiano (n. 1908)
- 26 ottobre - Luigina Perversi, ginnasta italiana (n. 1914)
- 26 ottobre - Rodolfo Siviero, agente segreto e storico dell'arte italiano (n. 1911)
- 26 ottobre - Alfred Tarski, matematico, logico e filosofo polacco (n. 1902)
- 28 ottobre - Johnnie Davis, attore e trombettista statunitense (n. 1910)
- 28 ottobre - Otto Messmer, animatore e fumettista statunitense (n. 1892)
- 29 ottobre - Peppino Manente Comunale, politico italiano (n. 1922)
- 29 ottobre - Helmut Rauca, militare tedesco (n. 1908)
- 30 ottobre - André-Jacques Fougerat, vescovo cattolico francese (n. 1902)
- 31 ottobre - George Halas, allenatore di football americano e giocatore di football americano statunitense (n. 1895)
- 31 ottobre - Sharof Rashidov, giornalista e politico sovietico (n. 1917)
- 31 ottobre - Giuseppe Samonà, architetto, urbanista e politico italiano (n. 1898)
- 31 ottobre - George Smith, calciatore e allenatore di calcio inglese (n. 1915)

## Novembre(101)
- 1º novembre - Anthony van Hoboken, musicologo olandese (n. 1887)
- 2 novembre - Hubert Godart, ciclista su strada belga (n. 1913)
- 2 novembre - Leonard Schapiro, storico britannico (n. 1908)
- 3 novembre - Alfredo Antonini, direttore d'orchestra e compositore italiano (n. 1901)
- 3 novembre - May Picqueray, pacifista e sindacalista francese (n. 1898)
- 4 novembre - Elena Luzzatto, architetta italiana (n. 1900)
- 4 novembre - José L. del Valle, avvocato spagnolo (n. 1901)
- 5 novembre - Severino Cavazzini, politico italiano (n. 1903)
- 5 novembre - John Gallaudet, attore statunitense (n. 1903)
- 5 novembre - Eduard Hoesch, direttore della fotografia e produttore cinematografico austriaco (n. 1890)
- 5 novembre - Giorgio Liuzzi, generale italiano (n. 1895)
- 5 novembre - Humberto Mauro, regista, sceneggiatore e attore brasiliano (n. 1897)
- 5 novembre - Jean-Marc Reiser, fumettista francese (n. 1941)
- 5 novembre - C.T., italiano (n. 1909)
- 6 novembre - Antonio Aniante, scrittore e commediografo italiano (n. 1900)
- 6 novembre - Renato Chiodini, militare italiano (n. 1914)
- 6 novembre - Italo Giovannucci, politico e avvocato italiano (n. 1903)
- 6 novembre - Hermann Hörlin, alpinista e fisico tedesco (n. 1903)
- 6 novembre - Marcel Peyrouton, politico francese (n. 1887)
- 6 novembre - Josef Šíma, calciatore cecoslovacco (n. 1905)
- 7 novembre - Salvatore Campochiaro, attore italiano (n. 1893)
- 7 novembre - Umberto Mozzoni, cardinale e arcivescovo cattolico argentino (n. 1904)
- 7 novembre - Germaine Tailleferre, compositrice francese (n. 1892)
- 8 novembre - James Booker, pianista, compositore e tastierista statunitense (n. 1939)
- 8 novembre - James Hayden, attore statunitense (n. 1953)
- 8 novembre - Mordecai Kaplan, rabbino e filosofo statunitense (n. 1881)
- 8 novembre - Betty Nuthall, tennista britannica (n. 1911)
- 9 novembre - André Chamson, scrittore e archivista francese (n. 1900)
- 9 novembre - Vittorio Vidali, politico e antifascista italiano (n. 1900)
- 10 novembre - Dominique Gaumont, chitarrista francese (n. 1953)
- 10 novembre - Carl Erik Martin Soya, scrittore e drammaturgo danese (n. 1896)
- 10 novembre - Franco Trincavelli, canottiere italiano (n. 1935)
- 11 novembre - Arno Arutjunovič Babadžanjan, compositore e pianista sovietico (n. 1921)
- 11 novembre - Josef Effenberger, ginnasta ceco (n. 1901)
- 11 novembre - Ramona Langley, attrice statunitense (n. 1893)
- 11 novembre - Ovsij Hryhorovyč Liberman, economista sovietico (n. 1897)
- 11 novembre - Marziano Magnani, lottatore italiano (n. 1936)
- 11 novembre - Valter Roman, politico rumeno (n. 1913)
- 11 novembre - José Villanueva, pugile filippino (n. 1913)
- 11 novembre - Wang Shixuan, cestista cinese (n. 1912)
- 12 novembre - Carlo Borghesio, regista, sceneggiatore e montatore italiano (n. 1905)
- 12 novembre - Maurice Janet, matematico francese (n. 1888)
- 12 novembre - Henri Laoust, orientalista francese (n. 1905)
- 12 novembre - Joan Sales, romanziere, poeta e traduttore spagnolo (n. 1912)
- 13 novembre - Alfrēds Brašmanis, calciatore lettone (n. 1904)
- 13 novembre - Jam Handy, nuotatore, pallanuotista e produttore cinematografico statunitense (n. 1886)
- 13 novembre - Shizo Kanakuri, maratoneta giapponese (n. 1891)
- 13 novembre - Pascalina Lehnert, religiosa tedesca (n. 1894)
- 13 novembre - John Roosma, cestista e militare statunitense (n. 1900)
- 14 novembre - Mario Fazio, ciclista su strada italiano (n. 1919)
- 14 novembre - William Aloysius O'Connor, vescovo cattolico statunitense (n. 1903)
- 14 novembre - Odaba, illusionista, pittore e scultore italiano (n. 1909)
- 14 novembre - Bruno de Solages, presbitero francese (n. 1895)
- 15 novembre - Giulio Cogni, scrittore, critico musicale e compositore italiano (n. 1908)
- 15 novembre - Nino Crisman, attore e produttore cinematografico italiano (n. 1911)
- 15 novembre - John Le Mesurier, attore britannico (n. 1912)
- 16 novembre - Janete Clair, autrice televisiva, sceneggiatrice e drammaturga brasiliana (n. 1925)
- 16 novembre - Dora Gabe, poetessa e scrittrice bulgara (n. 1888)
- 16 novembre - Aleksej Guryšev, hockeista su ghiaccio sovietico (n. 1925)
- 16 novembre - Leone Jacovacci, pugile italiano (n. 1902)
- 16 novembre - Enzo Mainardi, poeta e pittore italiano (n. 1898)
- 17 novembre - Allan Carlsson, pugile svedese (n. 1910)
- 17 novembre - Carlo Frassinelli, editore e antifascista italiano (n. 1896)
- 17 novembre - Mariano Rossini, militare italiano (n. 1894)
- 18 novembre - Ivan Albright, pittore statunitense (n. 1897)
- 18 novembre - Flavio Bertelli, scrittore italiano (n. 1916)
- 18 novembre - Marcel Dalio, attore francese (n. 1899)
- 18 novembre - Vladimir Vasil'evič Monachov, regista sovietico (n. 1922)
- 18 novembre - Émile Veinante, calciatore e allenatore di calcio francese (n. 1907)
- 19 novembre - Pietro Gerbore, diplomatico e storico italiano (n. 1899)
- 19 novembre - Carolyn Leigh, paroliera statunitense (n. 1926)
- 19 novembre - Luis Soto Valverde, calciatore spagnolo (n. 1920)
- 20 novembre - Michele Di Giesi, sindacalista e politico italiano (n. 1927)
- 20 novembre - Rino Gritti, calciatore italiano (n. 1948)
- 20 novembre - Kristmann Guðmundsson, scrittore islandese (n. 1902)
- 20 novembre - Marčelo Kufersin, allenatore di calcio e calciatore italiano (n. 1910)
- 20 novembre - Richard Loo, attore statunitense (n. 1903)
- 20 novembre - Lino Ricciuti, calciatore italiano (n. 1905)
- 21 novembre - Alphonse Barbé, attivista, anarchico e editore francese (n. 1885)
- 21 novembre - Giuseppe Corsini, politico italiano (n. 1897)
- 21 novembre - Domenico Meccoli, giornalista e sceneggiatore italiano (n. 1913)
- 21 novembre - Giuseppe Vavassori, calciatore e allenatore di calcio italiano (n. 1934)
- 22 novembre - Michael Conrad, attore statunitense (n. 1925)
- 22 novembre - Pat Spence, tennista sudafricano (n. 1898)
- 25 novembre - Gabriel Braun, calciatore francese (n. 1921)
- 25 novembre - Anton Dolin, ballerino e coreografo britannico (n. 1904)
- 25 novembre - Lotte H. Eisner, critica cinematografica e scrittrice tedesca (n. 1896)
- 25 novembre - Vladimir Natanovič Gel'fand, scrittore ucraino (n. 1923)
- 26 novembre - Cy Weidenborner, hockeista su ghiaccio statunitense (n. 1895)
- 27 novembre - Jorge Ibargüengoitia, drammaturgo e scrittore messicano (n. 1928)
- 27 novembre - Semën Denisovič Ignat'ev, politico sovietico (n. 1904)
- 27 novembre - Rosa Sabater, pianista spagnola (n. 1929)
- 27 novembre - Manuel Scorza, scrittore e politico peruviano (n. 1928)
- 28 novembre - Christopher George, attore statunitense (n. 1928)
- 28 novembre - Marcel Houyoux, ciclista su strada belga (n. 1903)
- 28 novembre - Stefan Skoumal, calciatore austriaco (n. 1909)
- 29 novembre - Mauro Casini, compositore e direttore d'orchestra italiano (n. 1921)
- 30 novembre - Edmond Ardisson, attore francese (n. 1904)
- 30 novembre - Giovanni Imperiali, generale italiano (n. 1890)
- 30 novembre - Vic Lindquist, hockeista su ghiaccio canadese (n. 1908)
- 30 novembre - Richard Llewellyn, scrittore britannico (n. 1906)

## Dicembre(101)
- 1º dicembre - Enrique Diosdado, attore spagnolo (n. 1910)
- 1º dicembre - Eugenio Marotta, politico italiano (n. 1896)
- 2 dicembre - Gianangelo Barzan, calciatore italiano (n. 1901)
- 2 dicembre - Fifi D'Orsay, attrice canadese (n. 1904)
- 2 dicembre - Bruce Drake, cestista, giocatore di football americano e allenatore di pallacanestro statunitense (n. 1905)
- 2 dicembre - Michele Lorusso, calciatore italiano (n. 1947)
- 2 dicembre - Ciro Pezzella, calciatore italiano (n. 1954)
- 2 dicembre - Saverio Rotondi, giornalista, scrittore e editore italiano (n. 1933)
- 3 dicembre - James M. Aitken, scacchista scozzese (n. 1908)
- 3 dicembre - Angelika Hauff, attrice austriaca (n. 1922)
- 4 dicembre - Alfonso Crippa, ciclista su strada italiano (n. 1905)
- 4 dicembre - Jack Kerris, cestista statunitense (n. 1925)
- 4 dicembre - Domenico Magrì, politico italiano (n. 1903)
- 4 dicembre - Ong Kiat Guan, cestista singaporiano
- 4 dicembre - Anthony Rumbold, diplomatico inglese (n. 1911)
- 4 dicembre - Alf Simensen, calciatore norvegese (n. 1896)
- 5 dicembre - Robert Aldrich, regista, sceneggiatore e produttore cinematografico statunitense (n. 1918)
- 5 dicembre - Elena Holéczyová, artista slovacca (n. 1906)
- 5 dicembre - Paavo Johansson, giavellottista e multiplista finlandese (n. 1895)
- 5 dicembre - Hans Peter L'Orange, archeologo norvegese (n. 1903)
- 5 dicembre - John Arthur Thomas Robinson, teologo inglese (n. 1919)
- 6 dicembre - Lucienne Boyer, cantante francese (n. 1903)
- 6 dicembre - Arturo Colombi, politico, sindacalista e partigiano italiano (n. 1900)
- 6 dicembre - Umberto Terracini, politico e antifascista italiano (n. 1895)
- 7 dicembre - Marc Raubenheimer, pianista sudafricano (n. 1952)
- 8 dicembre - Choi Chung-min, allenatore di calcio e calciatore sudcoreano (n. 1930)
- 8 dicembre - Keith Holyoake, politico neozelandese (n. 1904)
- 8 dicembre - Danilo Michelini, calciatore italiano (n. 1917)
- 8 dicembre - Slim Pickens, attore statunitense (n. 1919)
- 9 dicembre - János Flesch, scacchista ungherese (n. 1933)
- 9 dicembre - Shah Nawaz Khan, politico e generale indiano (n. 1914)
- 9 dicembre - David Rounds, attore statunitense (n. 1933)
- 10 dicembre - Dorothy Cumming, attrice australiana (n. 1895)
- 10 dicembre - Francesco Solinas, presbitero, religioso e pedagogo italiano (n. 1911)
- 11 dicembre - Francesco Babuscio Rizzo, ufficiale e diplomatico italiano (n. 1897)
- 11 dicembre - Harold Stephen Black, ingegnere statunitense (n. 1898)
- 11 dicembre - Andrea Emo, filosofo italiano (n. 1901)
- 11 dicembre - Tullio Farabola, fotografo italiano (n. 1920)
- 11 dicembre - Neil Ritchie, generale inglese (n. 1897)
- 11 dicembre - Tom Sneddon, allenatore di calcio e calciatore scozzese (n. 1912)
- 12 dicembre - Amza Pellea, attore rumeno (n. 1931)
- 12 dicembre - Constantino Urbieta Sosa, calciatore paraguaiano (n. 1907)
- 13 dicembre - Bruno Caracoi, cestista italiano (n. 1915)
- 13 dicembre - Mary Renault, scrittrice britannica (n. 1905)
- 13 dicembre - Michele Chirico, calciatore italiano (n. 1940)
- 13 dicembre - Leora Dana, attrice statunitense (n. 1923)
- 13 dicembre - Bahiga Hafez, attrice, regista e produttrice cinematografica egiziana (n. 1908)
- 13 dicembre - Ida Russka, cantante e attrice ungherese (n. 1890)
- 13 dicembre - Nichita Stănescu, poeta e saggista rumeno (n. 1933)
- 13 dicembre - Ángel Álvarez, attore spagnolo (n. 1906)
- 15 dicembre - David Markham, attore britannico (n. 1913)
- 15 dicembre - Paolo Melodia, militare italiano (n. 1899)
- 15 dicembre - Shikina Oki, wrestler e lottatore di sumo giapponese (n. 1904)
- 16 dicembre - Grigorij Vasil'evič Aleksandrov, regista e sceneggiatore sovietico (n. 1903)
- 16 dicembre - Luisa Levi, medico italiano (n. 1898)
- 16 dicembre - Enrico Manfredini, arcivescovo cattolico italiano (n. 1922)
- 17 dicembre - Enrico Anzilotti, diplomatico italiano (n. 1898)
- 17 dicembre - Pietro Lecciso, politico e avvocato italiano (n. 1905)
- 17 dicembre - Hal Pereira, scenografo statunitense (n. 1905)
- 18 dicembre - Niccolò Codino, pittore e scultore italiano (n. 1899)
- 18 dicembre - Cesarino Crescente, avvocato e politico italiano (n. 1886)
- 18 dicembre - Victor Turner, antropologo scozzese (n. 1920)
- 19 dicembre - Samson Fainsilber, attore e cantante francese (n. 1904)
- 19 dicembre - Fania Fénelon, pianista, compositrice e cantante francese (n. 1908)
- 20 dicembre - Moulay Abdellah del Marocco, principe marocchino (n. 1935)
- 20 dicembre - Bill Brandt, fotografo britannico (n. 1904)
- 20 dicembre - Red Malackany, cestista statunitense (n. 1913)
- 20 dicembre - Tarō Takemi, medico giapponese (n. 1904)
- 20 dicembre - Stig Wikander, linguista, indologo e iranista svedese (n. 1908)
- 21 dicembre - Rod Cameron, attore e stuntman canadese (n. 1910)
- 21 dicembre - David Conover, fotografo e scrittore statunitense (n. 1919)
- 21 dicembre - Alexander Conrady, generale tedesco (n. 1903)
- 21 dicembre - Luigi Giglia, politico italiano (n. 1926)
- 21 dicembre - Paul de Man, giornalista, filosofo e critico letterario belga (n. 1919)
- 21 dicembre - Eric Porter, regista e produttore cinematografico australiano (n. 1911)
- 21 dicembre - József Vértesy, pallanuotista ungherese (n. 1901)
- 21 dicembre - Mark Workman, cestista statunitense (n. 1930)
- 22 dicembre - Byron Evard, cestista e allenatore di pallacanestro statunitense (n. 1908)
- 23 dicembre - Arturo Ferrara, tenore italiano (n. 1900)
- 23 dicembre - Nicola Pistillo, militare e poeta italiano (n. 1916)
- 24 dicembre - Ardelio Allori, dirigente sportivo e imprenditore italiano (n. 1908)
- 24 dicembre - Paul Gégauff, sceneggiatore, scrittore e attore francese (n. 1922)
- 25 dicembre - Horace Brown, mezzofondista statunitense (n. 1898)
- 25 dicembre - Joan Miró, pittore, scultore e ceramista spagnolo (n. 1893)
- 25 dicembre - Sophie Wyss, soprano svizzero (n. 1897)
- 26 dicembre - Jacques Dhur, calciatore francese (n. 1902)
- 26 dicembre - Roger Normand, mezzofondista francese (n. 1912)
- 27 dicembre - Marisa Fiordaliso, cantante italiana (n. 1920)
- 27 dicembre - Jin Yan, attore coreano (n. 1910)
- 27 dicembre - Luís Mesquita de Oliveira, calciatore brasiliano (n. 1911)
- 28 dicembre - Carla Bartheel, attrice e fotografa tedesca (n. 1902)
- 28 dicembre - Eugène Marius Chaboud, pilota automobilistico francese (n. 1907)
- 28 dicembre - William Demarest, attore statunitense (n. 1892)
- 28 dicembre - Dave Petillo, mafioso statunitense (n. 1908)
- 28 dicembre - Filiberto Sbardella, pittore, scenografo e architetto italiano (n. 1909)
- 28 dicembre - Dennis Wilson, musicista, cantante e attore statunitense (n. 1944)
- 30 dicembre - Charlie Gunn, marciatore britannico (n. 1885)
- 30 dicembre - Libico Maraja, illustratore e pittore svizzero (n. 1912)
- 31 dicembre - Luigi Martinati, illustratore, pubblicitario e pittore italiano (n. 1893)
- 31 dicembre - Boris Schwarz, violinista, musicologo e insegnante statunitense (n. 1906)
- 31 dicembre - Ralph Wright, sceneggiatore statunitense (n. 1908)

## Senza giorno specificato(63)
- Pietro Aymo, ciclista su strada italiano (n. 1892)
- Massimo Binazzi, commediografo e regista teatrale italiano (n. 1922)
- Jack Bracelin, sacerdote britannico
- Giovanna Caracciolo, stilista italiana (n. 1910)
- Luigi Carrel, alpinista italiano (n. 1901)
- Giovanni Casula, generale italiano (n. 1890)
- Rodolfo Ceccaroni, ceramista, scultore e pittore italiano (n. 1891)
- Adelasia Cocco, medica italiana (n. 1885)
- Bruno Corbi, pubblicista, politico e partigiano italiano (n. 1914)
- Marjorie Cox Crawford, tennista australiana (n. 1903)
- Mario D'Agostino, pittore italiano (n. 1918)
- Arpad De Riso, sceneggiatore italiano (n. 1909)
- Francesco Paolo De Rosalia, calciatore italiano (n. 1914)
- Silvio Di Gennaro, calciatore e allenatore di calcio italiano (n. 1919)
- Augusto Antonio Dirani, pittore italiano (n. 1897)
- Placido Errico, pittore italiano (n. 1909)
- Wallace Klippert Ferguson, storico canadese (n. 1902)
- Mino Fiocchi, architetto italiano (n. 1893)
- Il'ja Florent'evič Florov, ingegnere aeronautico e ufficiale sovietico (n. 1908)
- Leonardo Foderà, architetto italiano (n. 1914)
- Luchino Franciosa, scrittore e geografo italiano (n. 1887)
- Henryk Ganzera, lottatore polacco (n. 1909)
- Lorenzo Gigli, artista, pittore e incisore italiano (n. 1896)
- Alberto Giombini, militare, funzionario e vigile del fuoco italiano (n. 1898)
- Giobbe Giopp, antifascista e ingegnere italiano (n. 1902)
- Pier Filippo Gomez Homen, politico italiano (n. 1903)
- Radvilas Kasimiras Gorauskas, cestista brasiliano (n. 1941)
- Tómas Guðmundsson, poeta e saggista islandese (n. 1901)
- Norman Heath, calciatore inglese (n. 1924)
- Zenith Jones Brown, scrittrice britannica (n. 1898)
- Leopoldas Kepalas, cestista lituano (n. 1912)
- Vasilij Kolpakov, cestista sovietico (n. 1919)
- Cesare Lampronti, pittore italiano (n. 1909)
- John A. Larson, psichiatra e inventore statunitense (n. 1892)
- Domenico Marchetti, agronomo italiano (n. 1903)
- Edmundo Maristany, astronomo argentino (n. 1895)
- Rodolfo Marán, calciatore uruguaiano (n. 1897)
- Alessandro Mettimano, generale e aviatore italiano (n. 1920)
- Giorgio Monaco, archeologo italiano (n. 1907)
- Luigi Navone, scultore italiano (n. 1910)
- Hans Neuburg, critico d'arte e designer svizzero (n. 1904)
- Adolf Nilsen, canottiere norvegese (n. 1895)
- Marino Ortolani, medico italiano (n. 1904)
- Panait Sarbu, ginecologo rumeno (n. 1914)
- Edvige Pesce Gorini, poetessa italiana (n. 1890)
- María Carmen Portela, incisore e scultrice argentina (n. 1898)
- Carlo Raffo, rugbista a 15 italiano (n. 1905)
- Arthur Reinmann, sollevatore svizzero (n. 1901)
- Massimo Righi, attore italiano (n. 1935)
- Cesare Rivelli, giornalista, conduttore radiofonico e sceneggiatore italiano (n. 1906)
- Piero Rossi, scrittore, alpinista e fotografo italiano (n. 1930)
- Karandaš, circense sovietico (n. 1901)
- Innocenzo Sabbatini, architetto italiano (n. 1891)
- Wilfred Shingleton, scenografo britannico (n. 1914)
- Daisy Speranza, tennista francese (n. 1890)
- Karl Steinbach, pallanuotista austriaco (n. 1909)
- Charles Thomas, politico statunitense (n. 1897)
- Jaqueline Tyrwhitt, architetta inglese (n. 1905)
- Napoleone Valvola, cestista italiano (n. 1909)
- Edna May Weick, attrice statunitense (n. 1905)
- Georgios Zervinis, lottatore greco (n. 1905)
- Agostino Zorzato, politico italiano (n. 1920)
- Nolasc del Molar, religioso spagnolo (n. 1902)